# Pz.Kpfw. I
Panzerkampfwagen I (Pz.Kpfw. I, Pz. I; транслитерируется как Панцеркампфваген I) — немецкий лёгкий танк 1930-х годов. В западной литературе распространено также название Panzer I (Панцер I), в советской литературе традиционно обозначался как Т-1. По германской ведомственной системе обозначений военной техники носил индекс Sd.Kfz.101. Первый германский серийный танк после окончания Первой мировой войны, Pz.Kpfw. I был разработан в 1930—1934 годах фирмами «Крупп» и «Даймлер-Бенц». Серийно производился с 1934 по 1937 год, всего было выпущено 1575 танков этого типа.
В середине — второй половине 1930-х годов Pz.Kpfw. I составил основу только что созданных германских бронетанковых войск и оставался в этой роли вплоть до 1937 года, когда началось массовое производство более совершенных танков. Первое боевое применение танка состоялось в 1936 году в ходе гражданской войны в Испании, позднее танк активно использовался германскими войсками на начальном этапе Второй мировой войны. К 1941—1942 годам он был полностью заменён более современными танками и по причине крайней устарелости снят с вооружения, однако в роли учебно-тренировочной машины Pz.Kpfw. I использовался вплоть до конца войны. Помимо вермахта, Pz.Kpfw. I поставлялся, в основном в незначительных количествах, в ряд других стран, в том числе в Испанию, где танки этого типа продолжали эксплуатироваться вплоть до конца 1940-х годов.

## История создания и производства

### Krupp Traktor LaS / Kleintraktor / Pz.Kpfw. I Ausf. A Ohne Aufbau
По условиям Версальского мирного договора, потерпевшей поражение в Первой мировой войне Германии было запрещено иметь бронетанковые войска, за исключением незначительного количества бронеавтомобилей для нужд полиции. Помимо политических причин, в 1920-е годы этому препятствовали и причины экономические — промышленность Германии, разорённая войной и ослабленная послевоенными репарациями и отторжениями, была практически неспособна к производству бронетехники. Тем не менее, уже с 1925 года Управлением вооружений рейхсвера тайно велись работы по созданию новых танков, в 1925—1930 годах приведшие к созданию нескольких опытных образцов, не пошедших в серию из-за выявленных многочисленных конструктивных недостатков, но послуживших базой для дальнейшего развития германского танкостроения.
История машины, ставшей позднее известной как Panzerkampfwagen I, стартовала в начале 1930 года, когда Управлением вооружений рейхсвера была инициирована разработка новой машины, для сохранения секретности именовавшейся «малым трактором» (нем. Kleintraktor). Предполагалось использование «малого трактора» в роли разведывательной машины, базы для создания САУ, тягача; возможность же использования столь малой машины в качестве лёгкого танка находилась под вопросом. Заказ на разработку машины был выдан фирме «Крупп». Согласно первоначальным требованиям, сформулированным Управлением вооружений, масса «малого трактора», оснащённого двигателем воздушного охлаждения мощностью 60 л. с., не должна была превышать трёх тонн. В качестве вооружения для него предусматривалась 20-мм автоматическая пушка.
Первый проект «малого трактора», техническое описание которого было представлено «Крупп» 2 июня 1931 года, значительно отличался от будущего Pz.Kpfw. I. Оригинальной стороной этой машины являлась компоновка, предусматривавшая расположение двигателя и трансмиссии в лобовой части, а боевого отделения и механизмов поворота вместе с ведущими колёсами — в кормовой. Разработчик обосновывал подобную компоновку как увеличением объёма боевого отделения, так и лучшим распределением нагрузки на ходовую часть, оптимальной для машины, которую планировалось использовать в роли тягача. Бронирование машины должно было составлять 13 мм в лобовой и бортовой части, 10 мм — в кормовой и 5 мм — в области днища. Горизонтально-оппозитный 4-цилиндровый карбюраторный двигатель воздушного охлаждения мощностью 60 л. с. должен был сообщать 3,5-тонной машине с экипажем из двух человек максимальную скорость в 45 км/ч. Разработка «надстройки» (верхней части корпуса) велась параллельно с разработкой шасси в виде отдельной программы. Первоначальный вариант надстройки, техническое описание которого было представлено фирмой «Крупп» 28 июля 1931 года, предусматривал установку в рубке в лобовой части корпуса 20-мм пушки в установке с ограниченными углами обстрела.
Однако этот изначальный вариант «малого трактора» так и не вышел за стадию макетов. К тому времени были закончены проводившиеся в 1930 году испытания прототипа «лёгкого трактора» (нем. Leichttraktor), показавшие склонность танка с кормовыми ведущими колёсами к спаданию гусениц. В связи с этим Управление вооружений 18 сентября 1931 года выдало фирме «Крупп» заказ на перекомпоновку шасси, с расположением двигателя в кормовой части, а ведущих колёс — в лобовой. 21 декабря 1931 года фирмой «Крупп» были названы стоимость контракта — 13 000 рейхсмарок за изготовление подвески и 30 700 рейхсмарок за сборку образца шасси, а также сроки его выполнения — прототип шасси должен был быть готов к маю 1932 года. 5 марта 1932 года Управление вооружений заключило с «Крупп» контракт, предусматривавший к 30 июня 1932 года изготовление одного «шасси малого трактора» (нем. Kleinstraktor-Fahrgestell), отвечавшего, помимо прочего, следующим требованиям:
- масса шасси не более 2650 кг;
- коммерческий карбюраторный двигатель воздушного охлаждения «Крупп» M 301 мощностью 60 л. с.;
- максимальная скорость не менее 45 км/ч;
- максимальный преодолеваемый подъём — не менее 35°;
- круговое 12,4-мм бронирование, защищающее от бронебойных пуль винтовочного калибра.

Управлением вооружений планировалось, что «Крупп» возьмёт за основу при разработке ходовой части британский лёгкий трактор фирмы «Карден-Лойд», три экземпляра которого планировалось под прикрытием приобрести в Великобритании и предоставить конструкторам для изучения. Однако первый образец этой машины был закуплен только в январе 1932 года, остальные два и вовсе прибыли в Германию лишь 11 октября того же года. Тем временем, «Крупп», имевшая в своём распоряжении для изучения только фотографии или чертежи «Карден-Лойда», 9 ноября 1931 года уже предоставила Управлению вооружений предварительные чертежи подвески, существенно отличавшиеся от британского образца.
Параллельно с разработкой шасси, независимо от этого велась и разработка «надстройки» (верхней части броневого корпуса, нем. Aufbau). Первоначальный проект, разработка которого была поручена фирме «Крупп», предусматривал установку рубки с 20-мм автоматической пушкой и пулемётом, смонтированными в лобовом броневом листе в шаровых установках. «Крупп» должна была завершить разработку надстройки к 1 ноября 1932 года, однако 13 октября Управление вооружений приняло решение о замене 20-мм пушки вторым пулемётом, а позже и вовсе о прекращении работ в этом направлении, в пользу варианта надстройки с башней со спаренными пулемётами, разработка которого была поручена «Крупп» ещё в июле 1932 года. Помимо «Крупп» разработка надстройки была параллельно поручена также фирме «Даймлер-Бенц».

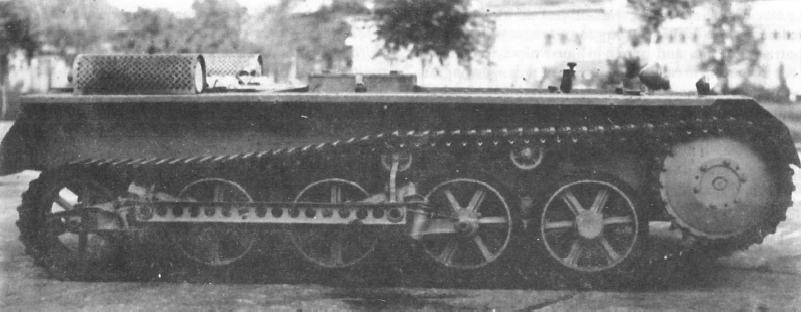
Первый прототип Kleintraktor

В процессе создания шасси Управлением вооружений неоднократно вносились корректировки в первоначальные требования, касавшиеся отдельных узлов и агрегатов. Оговорённый в контракте срок — 30 июня, фирмой «Крупп» выдержан не был. Готовое шасси было впервые представлено специалистам Управления вооружений лишь 29 июля 1932 года. На последовавших испытаниях шасси продемонстрировало хорошую маневренность и мягкость подвески. Вместе с тем, мощность установленного на нём двигателя, не превышавшая 52 л. с., была явно недостаточна и шасси, оказавшееся вдобавок на 300 кг тяжелее оговорённой в контракте массы, сумело на демонстрационных испытаниях развить максимальную скорость лишь в 28 км/ч. Дальнейшие испытания двигателя M 301, предполагавшегося к установке на «малый трактор», показали его неспособность развить мощность более 54 л. с., против заявленных «Крупп» 60 л. с., в связи с чем фирме было рекомендовано рассмотреть иные двигательные установки или найти пути повышения мощности существующей. Тем не менее, в дальнейшем шасси с установленным на нём доработанным двигателем M 301 показало лучшие результаты, достигнув максимальной скорости в 42 км/ч. После дальнейших доработок, коснувшихся в основном ходовой части, первый прототип «малого трактора» был 19 сентября 1932 года официально принят комиссией Управления вооружений.
Разработка шасси велась в рамках первоначальных требований, предусматривавших создание, фактически, пулемётной танкетки, однако в 1932 году эти приоритеты были изменены. С ростом интереса в военных кругах рейхсвера к возможностям танков, в 1932 году Управлением вооружений был организован конкурс на создание лёгкого танка массой до 5 тонн. В конкурсе приняли участие фирмы «Даймлер-Бенц», MAN, «Хеншель», «Рейнметалл», а также «Крупп» с уже имевшимся у неё проектом «малого трактора», который и был в итоге избран Управлением вооружений для создания будущего танка.
В январе—феврале 1933 года проект «малого трактора» был доработан фирмой «Крупп» с учётом высказанных в ходе испытаний замечаний, после чего Управлением вооружений в феврале—марте был выдан заказ на изготовление ещё пяти шасси к 15 июля того же года, по цене 37 800 рейхсмарок за единицу. На этот раз шасси должны были быть изготовлены уже из броневой хромоникелевой стали и предполагалось установить на них «надстройки» с пулемётными башнями, разработка которых велась параллельно другой фирмой. Сроки изготовления «Крупп» вновь выдержаны не были и первое шасси было принято комиссией лишь 25 июля, а четыре остальных — 4 августа 1933 года. Разработка «надстройки» же ещё более затягивалась и эти пять шасси ими так никогда оборудованы не были.

### Pz.Kpfw. I Ausf. A Ohne Aufbau (Krupp Traktor LaS)
1 июля 1933 года Управление вооружений уведомило «Крупп» о своих планах по размещению на фирме заказа на 150 шасси первой серии «малого трактора». Одновременно будущему Pz.Kpfw. I было присвоено новое кодовое обозначение — «сельскохозяйственный тягач» (нем. Landwirtschaftliche Schlepper или La.S.). До 1935 года в целях конспирации использовалось также обозначение «трактор „Крупп“» (нем. Krupp-Traktor). По первоначальному плану, «Крупп» бралась собрать первые 20 шасси к 31 декабря 1933 года, ещё 30 — к концу января 1934 года и далее выпускать по 25 шасси в месяц с тем, чтобы выполнить заказ к 25 мая 1934 года. Планировалось, что вторая серия шасси, также в количестве приблизительно 150 единиц, начало выпуска которой было запланировано на октябрь 1934 года, будет заказана в апреле того же года и на этот раз распределена, помимо «Крупп», также и между другими фирмами — «Даймлер-Бенц», MAN, «Хеншель», «Рейнметалл» и «Грузонверк». В итоге, однако, заключённый в июле 1933 года контракт на изготовление первой серии La.S. был распределён между «Крупп», которая должна была выпустить 135 шасси, и остальными пятью перечисленными фирмами, каждая из которых должна была собрать по три шасси.
Первоначальные сроки производства La.S. фирмой «Крупп» были вскоре скорректированы Управлением вооружений, согласно окончательно утверждённым планам, первые 10 шасси должны были быть собраны в декабре 1933 года, чтобы в дальнейшем достичь цифры выпуска в 25 машин ежемесячно. Однако «Крупп» вновь не выдержала сроки начала поставок шасси, первые из которых были приняты лишь 25—26 января 1934 года. В дальнейшем производство La.S. также отставало от плана, но в итоге «Крупп» всё же удалось выполнить заказ до октября 1934, когда должно было начаться производство второй серии. Удалось выполнить план и остальным пяти фирмам. Планировалось, что с марта 1935 года на все 150 шасси первой серии будут установлены броневые «надстройки» с башнями, производство которых должно было начаться в том же году. Но надстройки, собранные фирмой «Крупп», не выдержали испытаний и Управлением вооружений приняты не были. В результате заказ «Крупп» на дальнейшее производство надстроек Управлением вооружений был отменён, и все дальнейшие работы в этом направлении были поручены «Даймлер-Бенц». Шасси же первой серии снабженные верхней частью броневого корпуса так и не были приняты и применялись лишь для учебно-тренировочных целей. Лишь на 20 из них в 1935 году были установлены упрощённые надстройки с башнями, собранные из неброневой стали, с которыми они непродолжительное время использовались в учениях.

### Pz.Kpfw. I Ausf. A

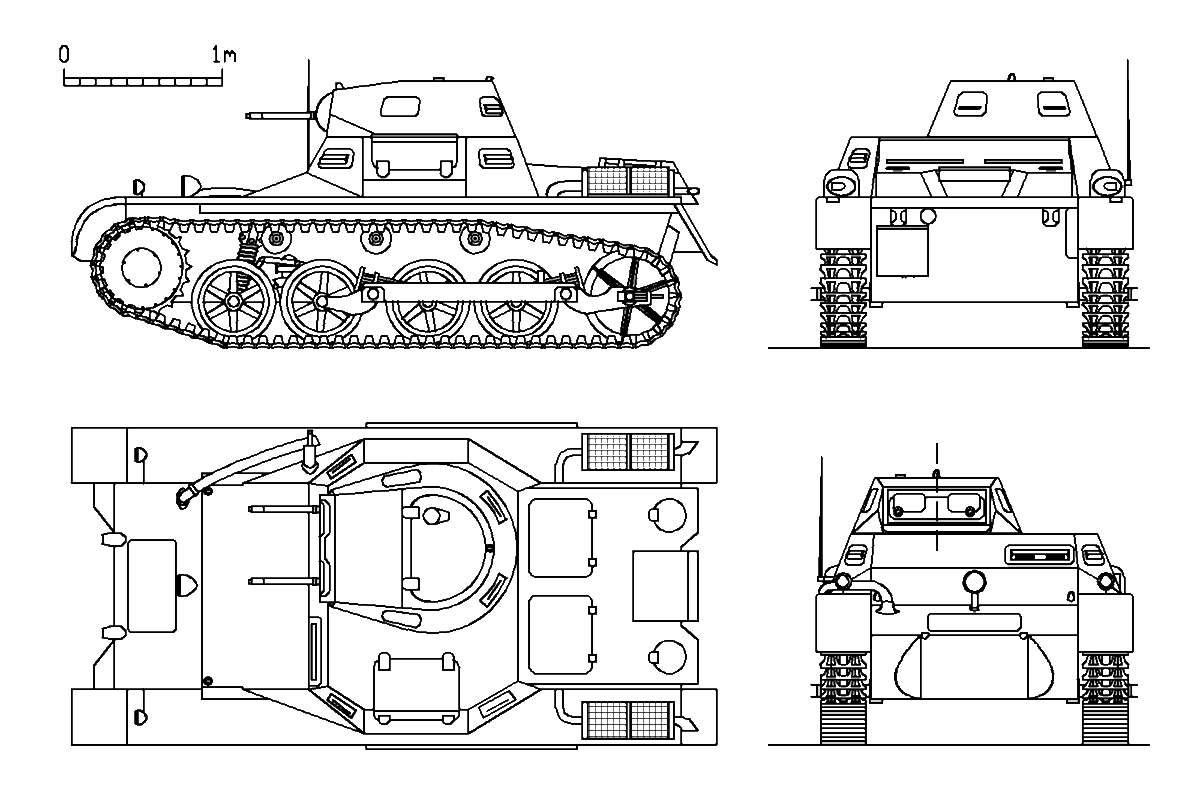
Panzerkampfwagen I Ausf.A

К январю 1934 года первоначально запланированная цифра выпуска второй серии La.S. была увеличена Управлением вооружений со 150 до 200 единиц. На этот раз в производстве серии активно должны были быть задействованы, помимо «Крупп», которая должна была поставить 50 танков, также и остальные пять фирм, каждая из которых должна была произвести по 30 машин. Планировалось, что первые танки серии должны были быть готовы в октябре 1934 года, а производство всей серии должно было быть завершено уже в декабре того же года. В связи с успешным ходом работ по La.S.100, будущему Pz.Kpfw. II, Управлением вооружений обсуждался вопрос о прекращении дальнейшего производства La.S. 12 апреля 1934 года Управление вооружений уведомило «Крупп», что выпуск La.S. будет завершён на второй серии и будет продолжен лишь в случае прямой угрозы начала войны. Одновременно сроки выполнения контракта на выпуск второй серии La.S. были отодвинуты на февраль 1935 года.
Однако, в связи с изменением международной обстановки, коррективы были внесены и в эти планы. Уже в начале июня 1934 года Управление вооружений выдало фирме «Крупп» дополнительный заказ на 650 двигателей M 301. К началу июля заказ второй серии La.S. был увеличен до 300 единиц, а 12 июля Управление вооружений уведомило «Крупп», что на совещании министерства рейхсвера высший приоритет среди всех вооружений был отдан производству La.S. и что министерством было приказано любыми средствами обеспечить поставку в армию 1000 La.S с броневыми надстройками и башнями к 1 июля 1935 года.
Для выполнения этого требования первоначальный заказ был увеличен ещё на 650 единиц, чтобы довести суммарное число выпущенных La.S. до 1000, с учётом шасси первой серии, на которые в то время ещё планировалось установить броневые надстройки. Кроме того, с мая 1935 года, после того, как Германия официально отказалась от соблюдения требований Версальского договора, вместо прежних конспиративных обозначений танку было присвоено новое обозначение — M.G. Panzerwagen («пулемётная бронемашина»), к октябрю того же года сменившееся на M.G. Kampfwagen («пулемётный танк»). После принятия решения о переоборудовании первой серии La.S. в учебные машины Управлением вооружений в августе 1934 года был выдан заказ на третью серию La.S из 150 машин. Уже в ходе выполнения заказа число назначенных к выпуску машин в первой и второй сериях было увеличено, соответственно, до 863 и 152 единиц, чтобы компенсировать выделение из первой серии 15 шасси для создания командирских машин. Заказ в объёме 175 машин на четвёртую серию La.S, последнюю в модификации с двигателями «Крупп», был выдан в декабре 1935 года. Общий объём выпуска Pz.Kpfw. I Ausf. A, таким образом, составил 1175 единиц. Первоначально планировалось, что броневые надстройки с башнями для всех машин серии будет поставлять «Даймлер-Бенц», но поскольку фирма не справлялась с этой задачей, сборка надстроек и башен была частично переложена и на остальные фирмы-производители. Точные графики выпуска Pz.Kpfw. I всеми фирмами неизвестны, однако производство Pz.Kpfw. I Ausf. A завершилось к началу осени 1936 года и по состоянию на 1 октября того же года на вооружении вермахта числилось 1160 танков этой модификации; ещё 15 танков незадолго до этого были проданы Китаю. Официальное обозначение танка тем временем продолжало изменяться. С ноября 1935 года он получил обозначение M.G. Panzerkampfwagen, а в апреле 1936 года танку было присвоено новое, на этот раз уже окончательное, обозначение — Panzerkampfwagen I Ausführung A (Ausf. A — «модель А»). Вместе с тем, какое-то время старые обозначения, в том числе и La.S, продолжали использоваться параллельно с официально принятыми.

### Pz.Kpfw. I Ausf. B

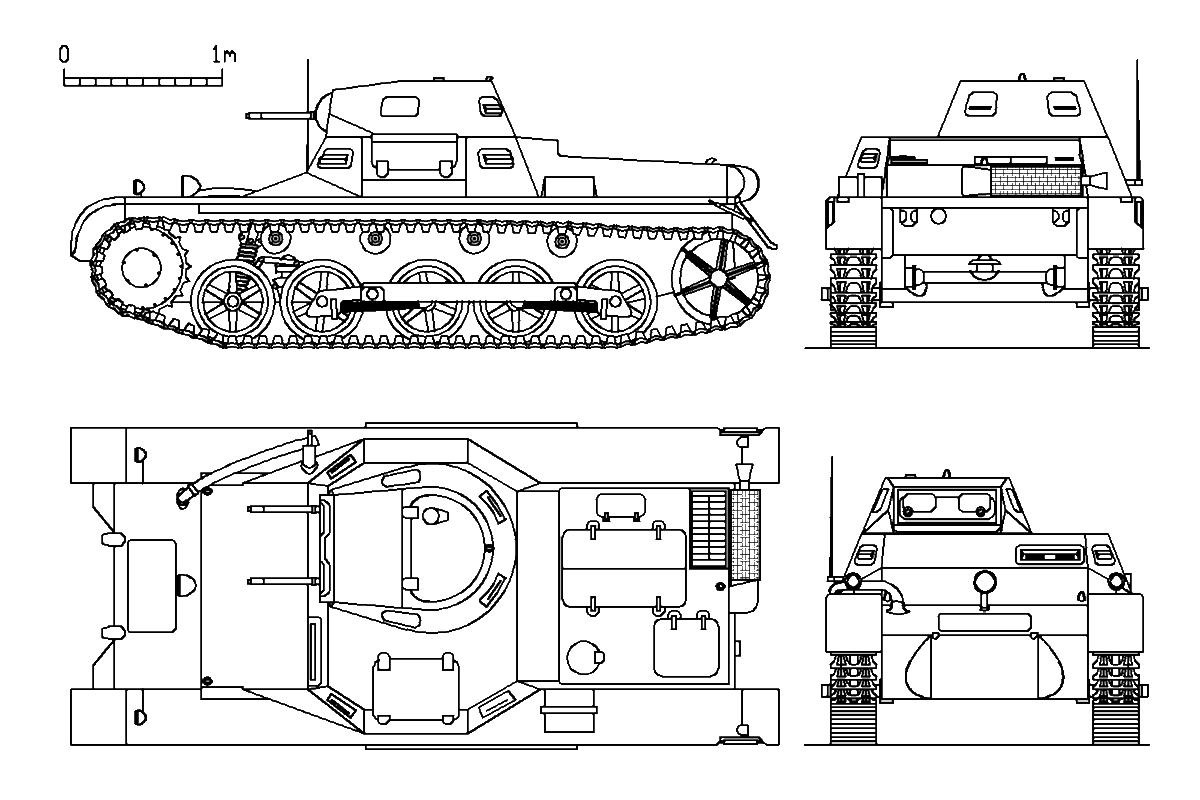
Pz.Kpfw. I Ausf. B

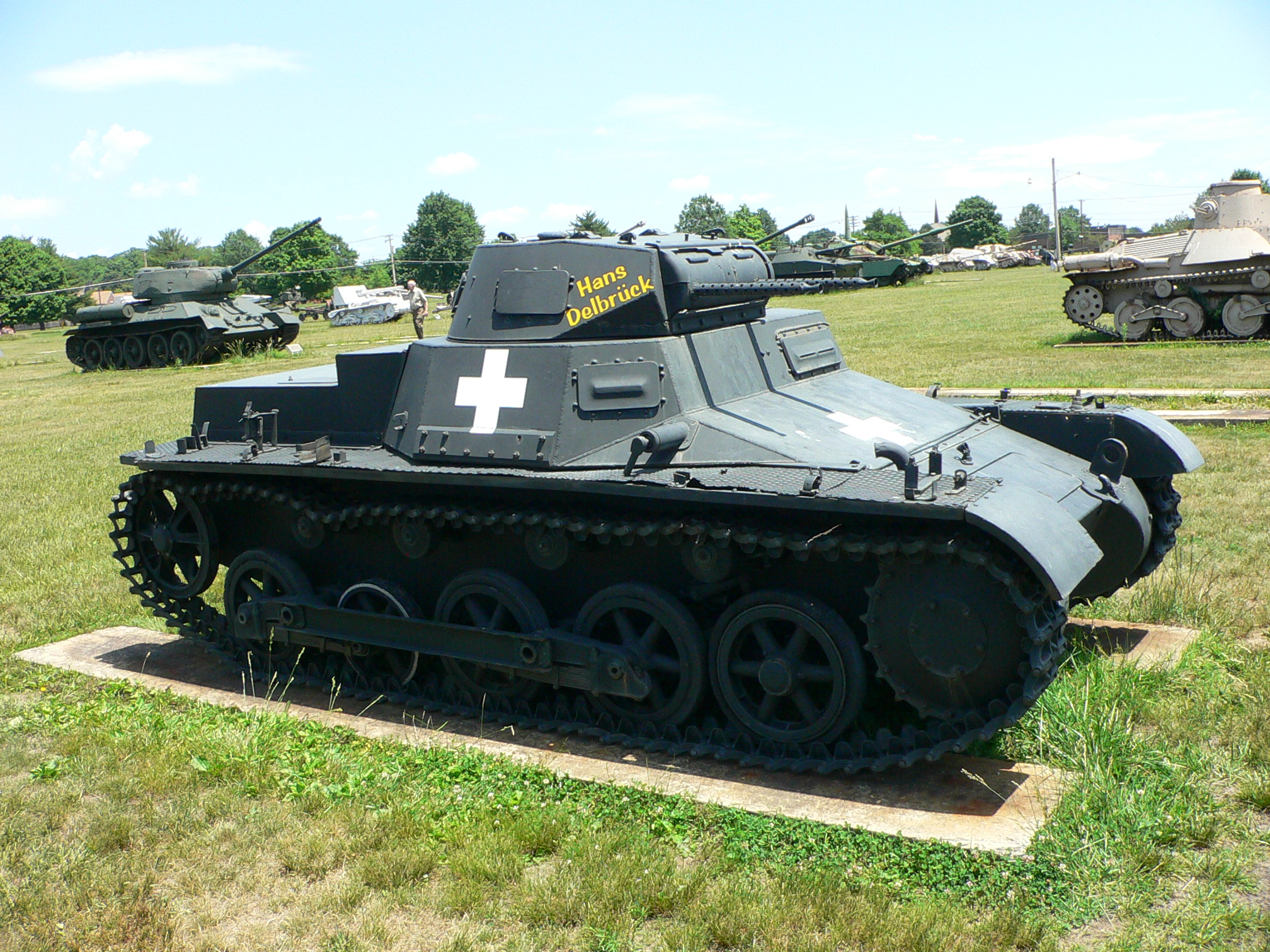
Музейный Pz.Kpfw. I Ausf. B

Причиной появления второй модификации Pz.Kpfw. I стала недостаточная мощность двигателя «Крупп» M301, установленного на Pz.Kpfw. I Ausf. A. Уже с самого начала испытаний первого прототипа, когда выяснилось, что с этим двигателем шасси не может развить скорость более 28 км/ч, Управление вооружений поручило фирме «Крупп» рассмотреть другие варианты силовой установки. Хотя в дальнейшем, после доработки, прототип сумел показать лучшие результаты и решено было начать его производство, не теряя время на поиски нового двигателя и работы по его установке, работы по поиску нового двигателя для танка продолжились.
В ноябре 1932 года фирмой «Крупп» был представлен предварительный проект установки на шасси «малого трактора» V-образного 8-цилиндрового двигателя воздушного охлаждения мощностью 80 л. с. При этом «Крупп» сразу уточнила, что при установке такого двигателя на стандартное шасси объём боевого отделения сокращается и, чтобы сохранить возможность установки на шасси броневой надстройки с пулемётной башней, требуется его удлинение приблизительно на 220 мм, а также переработка ходовой части с поднятием ленивца с грунта. В 1933—1934 годах был рассмотрен ряд двигателей производства различных фирм, и в итоге к 1935 году Управление вооружений остановилось на рядном 6-цилиндровом двигателе жидкостного охлаждения NL 38 Tr мощностью 100 л. с., созданном фирмой «Майбах». Поскольку этот двигатель также не помещался в моторном отделении стандартного шасси La.S, для него было использовано ранее созданной фирмой «Крупп» удлинённое шасси, отличавшееся добавлением в ходовую часть пятого опорного и четвёртого поддерживающего катков, а также поднятием ленивца с грунта. Данный вариант шасси получил обозначение La.S.-May., а модификация Pz.Kpfw.I на его базе получила обозначение Panzerkampfwagen I Ausführung B (Ausf. B). Также для обозначения модификаций Pz.Kpfw.I использовались обозначения «с мотором „Крупп“» (нем. mit Kruppmotor) и «с мотором „Майбах“» (нем. mit Maybachmotor). За исключением удлинения корпуса и ходовой части, а также замены двигательной установки и части трансмиссии, в остальном существенным изменениям по сравнению с Pz.Kpfw.I Ausf.A танк не подвергся.
К 15 января 1936 года Управлением вооружений был выдан заказ на производство 325 Pz.Kpfw. I Ausf. B, чтобы довести таким образом число выпущенных Pz.Kpfw. I до 1500 единиц. Контракты на производство танков были распределены между фирмами «Даймлер-Бенц», «Хеншель», MAN и «Грузонверк». После принятия решения о выделении 72 из заказанных шасси для производства командирских танков был выдан заказ на дополнительную серию из 150 машин, также распределённый между четырьмя перечисленными фирмами. Точные графики производства, как и в случае с Pz.Kpfw. I Ausf. A, для Ausf. B неизвестны, но поставка заказанных танков в войска была завершена к середине 1937 года. Всего было выпущено 400 танков этой модификации: прототип и 399 в двух сериях.

### Panzerkampfwagen I Ausführung B ohne Aufbau
Для обслуживания и ремонта гусеничных машин, в 1936 году, была построена небольшая серия легких гусеничных ремонтных бронемашин в количестве 184 штук. Основным отличием от обычного Pz.Kpfw. I, было то, что на танке отсутствовала башня.
Применяли этот танк на начальном периоде Великой Отечественной войны, но к концу 1941 года его сочли устаревшим.

### Учебные шасси
Помимо 150 шасси La.S. первой серии, переоборудованных в учебно-тренировочные машины, фирма «Крупп-Грузонверк» получила от Управления вооружений заказ на выпуск подобных машин уже на шасси Pz.Kpfw. I Ausf. B. Новые машины, получившие обозначение Schulfahrzeuge («учебная машина» или «учебное шасси»), отличались от танков лишь отсутствием броневой надстройки над боевым отделением и исполнением надстройки над моторным отделением из тонких листов неброневой стали, а также наличием поручней на надгусеничных полках. Производство Schulfahrzeuge осуществлялось фирмами «Грузонверк», «Хеншель», «Даймлер-Бенц» и MIAG в четыре серии — 5b, 6b 7b и 8b.Serie. Общий выпуск Schulfahrzeuge в 1936—1937 годах составил 295 единиц.
Ещё одним вариантом учебной машины на шасси Pz.Kpfw. I Ausf. B стали Umsetz-Fahrzeuge, отличавшиеся от предыдущего варианта тем, что на них предусматривалась возможность размещения впоследствии броневой надстройки с башней, что превращало бы их в полноценные танки. Для этого надстройка над моторным отделением изготавливалась из листов броневой стали в полную толщину, а также на шасси устанавливались другие специальные узлы, необходимые для установки надстройки с башней. Всего в 1937—1938 годах фирмами «Грузонверк» и «Хеншель» было выпущено в двух сериях 147 шасси модели Umsetz-Fahrzeuge. Приказом от 2 октября 1937 года частям официально было разрешено силами ремонтных мастерских переоборудовать до 24 Pz.Kpfw. I Ausf. A из состава каждой части в импровизированные учебные машины по образцу заводских. Снятые с этих машин броневые надстройки с башнями затем, после мелких переделок, устанавливались на шасси Umsetz-Fahrzeuge, превращая их таким образом в полноценные танки.

### L.K.A. и L.K.B.
Leichter Kampfwagen Ausland, L.K.A. («лёгкий танк для экспорта») — лёгкий танк, предназначавшийся для экспортных поставок, разработанный фирмой «Крупп» на основе Pz.Kpfw. I. На основании выводов, сделанных британской разведкой ещё в 1930-е годы, длительное время L.K.A. ошибочно считался прототипом Pz.Kpfw. I, разработанным ещё в самом начале 1930-х годов. Хотя эта версия была впоследствии опровергнута архивными документами, она всё ещё широко распространена в литературе.
Разработка L.K.A. была начата в мае 1936 года. Будущий танк должен был быть в целом схож с Pz.Kpfw. I, конструкция которого была взята за основу, однако боевая масса машины не должна была превышать 4,5 тонн при сохранении уровня броневой защиты на уровне Pz.Kpfw. I, чего предполагалось достичь путём максимально возможного ужатия её габаритов. В сочетании с применением 8-цилиндровый V-образный двигателя «Крупп» M 311 мощностью 85 л. с. предполагалось, что L.K.A. сможет достичь максимальной скорости в 50 км/ч. L.K.A. в целом был схож с базовым танком, однако отличался от него, помимо новой силовой установки, укороченным на 220 мм по сравнению с Pz.Kpfw. I Ausf. A корпусом и новой ходовой частью, состоявшей с каждого борта из четырёх опорных катков большого диаметра, сблокированных в две тележки, двух поддерживающих катков, ведущего колеса и приподнятого над грунтом ленивца.
22 января 1937 года «Крупп» получила от Управления вооружений предварительное разрешение на продажу L.K.A. другим странам, однако выдача окончательного разрешения была отложена до представления «Крупп» законченных чертежей танка. Согласно документам «Крупп» за февраль 1937 года, предполагалось завершить постройку первого прототипа к концу апреля того же года. Параллельно с постройкой машины базовой версии, с конца 1936 — начала 1937 года велась разработка L.K.A.2, отличавшегося от неё увеличенной башней со спаренной установкой 20-мм автоматической пушки и 7,9-мм пулемёта.
L.K.B. — вариант Pz.Kpfw. I Ausf. B с установкой V-образного двигателя «Крупп» M 311 вместо стандартного рядного «Майбах». Разработка проекта L.K.B. была завершена «Крупп» к концу 1936 года и к началу марта 1937 года была завершена постройка его первого прототипа на основе шасси Pz.Kpfw. I Ausf. A, а позже, в 1937—1938 годах, были завершены ещё два прототипа, на этот раз уже на шасси Pz.Kpfw. I Ausf. B. 6 марта 1937 года Управление вооружений официально дало фирме «Крупп» разрешение на экспорт танка. Как и с L.K.A, «Крупп» был разработан вариант с установкой на L.K.B. 20-мм пушки в увеличенной башне, получившей обозначение 2 cm L.K.B.
«Крупп» продолжала попытки поставки L.K.A. и L.K.B. различным странам вплоть до 1941 года, однако какие-либо данные, свидетельствующие об успешной продаже хотя бы одного танка этих типов, отсутствуют. Общее производство L.K.A. в итоге ограничилось единственным прототипом, собранным в 1937 году, а L.K.B. — тремя прототипами, завершёнными в 1937—1938 годах.

## Модификации
- Kleintraktor — прототипы шасси, собрано 6 единиц.
- La.S. Umbauten (Krupp-Traktor, Panzerkampfwagen I ohne Aufbau) — первая серия шасси для танка, впоследствии переоборудованных в учебные машины, выпущено 150 единиц.
- Panzerkampfwagen I Ausf.A — первая серийная модификация танка, с двигателем «Крупп», выпущено 1175 единиц.
- Panzerkampfwagen I Ausf.B — вторая серийная модификация танка, с двигателем «Майбах» и удлинённым корпусом, выпущено 400 единиц.
- Schulfahrzeuge — учебная машина на шасси Pz.Kpfw.I Ausf.B, без броневой надстройки над отделением управления. Выпущено 295 единиц.
- Umsetz-Fahrzeuge — учебная машина на шасси Pz.Kpfw.I Ausf.B, сохранявшая возможность переоборудования в танк путём установки броневой надстройки. Выпущено 147 единиц.
- L.K.A. — экспортный вариант танка на базе Pz.Kpfw.I, с укороченным шасси и 8-цилиндровым двигателем «Крупп», собран один прототип.
- L.K.B. — экспортный вариант танка на базе Pz.Kpfw.I Ausf.B, с 8-цилиндровым двигателем «Крупп», собрано три прототипа.

| Производственные серии Pz.Kpfw.I |                     |                                                          |                |                             |                                       |
| Обозначение серии                | Число машин в серии | Номера шасси (Fgst.Nr.)                                  | Производитель  | Даты выпуска                | Расшифровка                           |
| Kleintraktor                     | 1                   | 8000                                                     | «Крупп»        | март—июль 1932              | Первый прототип «малого трактора»     |
| Kleintraktor                     | 5                   | 8001—8005                                                | «Крупп»        | март—август 1933            | Предсерийные шасси «малого трактора»  |
| 1.Serie La.S.                    | 150                 | 8011—8803                                                |                | июль 1933 — октябрь 1934    | Первая серия шасси «трактора „Крупп“» |
| 1.Serie La.S.                    | 135                 | 8011—8145                                                | «Крупп»        | июль 1933 — октябрь 1934    | Первая серия шасси «трактора „Крупп“» |
| 1.Serie La.S.                    | 3                   | 8401—8403                                                | «Грузонверк»   | июль 1933 — октябрь 1934    | Первая серия шасси «трактора „Крупп“» |
| 1.Serie La.S.                    | 3                   | 8501—8503                                                | MAN            | июль 1933 — октябрь 1934    | Первая серия шасси «трактора „Крупп“» |
| 1.Serie La.S.                    | 3                   | 8601—8603                                                | «Рейнметалл»   | июль 1933 — октябрь 1934    | Первая серия шасси «трактора „Крупп“» |
| 1.Serie La.S.                    | 3                   | 8701—8703                                                | «Хеншель»      | июль 1933 — октябрь 1934    | Первая серия шасси «трактора „Крупп“» |
| 1.Serie La.S.                    | 3                   | 8801—8803                                                | «Даймлер-Бенц» | июль 1933 — октябрь 1934    | Первая серия шасси «трактора „Крупп“» |
| 2.Serie La.S.                    | 848 (863)*          | 9001—10415                                               |                | начало 1935 — сентябрь 1936 | Первая серия Pz.Kpfw.I Ausf.A         |
| 2.Serie La.S.                    | 205                 | 9001—9205                                                | «Грузонверк»   | начало 1935 — сентябрь 1936 | Первая серия Pz.Kpfw.I Ausf.A         |
| 2.Serie La.S.                    | 27                  | 9207—9233                                                | «Грузонверк»   | начало 1935 — сентябрь 1936 | Первая серия Pz.Kpfw.I Ausf.A         |
| 2.Serie La.S.                    | 81                  | 9235—9315                                                | «Грузонверк»   | начало 1935 — сентябрь 1936 | Первая серия Pz.Kpfw.I Ausf.A         |
| 2.Serie La.S.                    | 15                  | 9351—9365                                                | «Грузонверк»   | начало 1935 — сентябрь 1936 | Первая серия Pz.Kpfw.I Ausf.A         |
| 2.Serie La.S.                    | 160                 | 9501—9660                                                | MAN            | начало 1935 — сентябрь 1936 | Первая серия Pz.Kpfw.I Ausf.A         |
| 2.Serie La.S.                    | 110                 | 9801—9910                                                | «Рейнметалл»   | начало 1935 — сентябрь 1936 | Первая серия Pz.Kpfw.I Ausf.A         |
| 2.Serie La.S.                    | 150                 | 10001—10150                                              | «Хеншель»      | начало 1935 — сентябрь 1936 | Первая серия Pz.Kpfw.I Ausf.A         |
| 2.Serie La.S.                    | 115                 | 10301—10415                                              | «Даймлер-Бенц» | начало 1935 — сентябрь 1936 | Первая серия Pz.Kpfw.I Ausf.A         |
| 3.Serie La.S.                    | 152                 | 9206—10435                                               |                | начало 1935 — сентябрь 1936 | Вторая серия Pz.Kpfw.I Ausf.A         |
| 3.Serie La.S.                    | 2                   | 9206, 9234                                               | «Грузонверк»   | начало 1935 — сентябрь 1936 | Вторая серия Pz.Kpfw.I Ausf.A         |
| 3.Serie La.S.                    | 35                  | 9316—9350                                                | «Грузонверк»   | начало 1935 — сентябрь 1936 | Вторая серия Pz.Kpfw.I Ausf.A         |
| 3.Serie La.S.                    | 40                  | 9661—9700                                                | MAN            | начало 1935 — сентябрь 1936 | Вторая серия Pz.Kpfw.I Ausf.A         |
| 3.Serie La.S.                    | 36                  | 9911—9930                                                | «Рейнметалл»   | начало 1935 — сентябрь 1936 | Вторая серия Pz.Kpfw.I Ausf.A         |
| 3.Serie La.S.                    | 35                  | 10151—10185                                              | «Хеншель»      | начало 1935 — сентябрь 1936 | Вторая серия Pz.Kpfw.I Ausf.A         |
| 3.Serie La.S.                    | 20                  | 10416—10435                                              | «Даймлер-Бенц» | начало 1935 — сентябрь 1936 | Вторая серия Pz.Kpfw.I Ausf.A         |
| 4.Serie La.S.                    | 175                 | 9366—10476                                               |                | начало 1935 — сентябрь 1936 | Третья серия Pz.Kpfw.I Ausf.A         |
| 4.Serie La.S.                    | 40                  | 9366—9405                                                | «Грузонверк»   | начало 1935 — сентябрь 1936 | Третья серия Pz.Kpfw.I Ausf.A         |
| 4.Serie La.S.                    | 30                  | 9931—9960                                                | «Рейнметалл»   | начало 1935 — сентябрь 1936 | Третья серия Pz.Kpfw.I Ausf.A         |
| 4.Serie La.S.                    | 64                  | 10186—10249                                              | «Хеншель»      | начало 1935 — сентябрь 1936 | Третья серия Pz.Kpfw.I Ausf.A         |
| 4.Serie La.S.                    | 41                  | 10436—10476                                              | «Даймлер-Бенц» | начало 1935 — сентябрь 1936 | Третья серия Pz.Kpfw.I Ausf.A         |
| 5a.Serie La.S.                   | 253 (300)           | 10498—14566                                              |                | август 1936—лето 1937       | Первая серия Pz.Kpfw.I Ausf.B         |
| 5a.Serie La.S.                   | 30 (60)             | 10498—10505, 10513, 10515—10517,10519—10521, 10523—10537 | «Даймлер-Бенц» | август 1936—лето 1937       | Первая серия Pz.Kpfw.I Ausf.B         |
| 5a.Serie La.S.                   | 107 (108)           | 12501—12520, 12522—12608                                 | «Хеншель»      | август 1936—лето 1937       | Первая серия Pz.Kpfw.I Ausf.B         |
| 5a.Serie La.S.                   | 66                  | 13501—13566                                              | MAN            | август 1936—лето 1937       | Первая серия Pz.Kpfw.I Ausf.B         |
| 5a.Serie La.S.                   | 50 (66)             | 14501—14506, 14511—14514, 14518, 14521, 14529—14566      | «Грузонверк»   | август 1936—лето 1937       | Первая серия Pz.Kpfw.I Ausf.B         |
| 6a.Serie La.S.                   | 146                 | 10538—14720                                              |                | август 1936—лето 1937       | Вторая серия Pz.Kpfw.I Ausf.B         |
| 6a.Serie La.S.                   | 30                  | 10538—10567                                              | «Даймлер-Бенц» | август 1936—лето 1937       | Вторая серия Pz.Kpfw.I Ausf.B         |
| 6a.Serie La.S.                   | 48                  | 12609—12656                                              | «Хеншель»      | август 1936—лето 1937       | Вторая серия Pz.Kpfw.I Ausf.B         |
| 6a.Serie La.S.                   | 34                  | 13567—13600                                              | MAN            | август 1936—лето 1937       | Вторая серия Pz.Kpfw.I Ausf.B         |
| 6a.Serie La.S.                   | 34                  | 14687—14720                                              | «Грузонверк»   | август 1936—лето 1937       | Вторая серия Pz.Kpfw.I Ausf.B         |
| Schulfahrzeuge                   |                     |                                                          |                |                             |                                       |
| 5b.Serie La.S.                   | 120                 | 14567—14686                                              | «Грузонверк»   | 1936—1938                   |                                       |
| 6b.Serie La.S.                   | 60                  | 14721—14780                                              | «Грузонверк»   | 1936—1938                   |                                       |
| 7b.Serie La.S.                   | 40                  | 15201—15240                                              | «Хеншель»      | 1936—1938                   |                                       |
| 8b.Serie La.S.                   | 21                  | 16001—16021                                              | «Даймлер-Бенц» | 1936—1938                   |                                       |
| 8b.Serie La.S.                   | 37                  | 16101—16137                                              | «Хеншель»      | 1936—1938                   |                                       |
| 8b.Serie La.S.                   | 17                  | 16201—16217                                              | MIAG           | 1936—1938                   |                                       |
| Umsetz-Fahrzeuge                 |                     |                                                          |                |                             |                                       |
| 7c.Serie La.S.                   | 52                  | 15301—15352                                              | «Грузонверк»   | 1937—1938                   |                                       |
| 8c.Serie La.S.                   | 9                   | 16301—16309                                              | «Грузонверк»   | 1937—1938                   |                                       |
| 8c.Serie La.S.                   | 86                  | 16401—16486                                              | «Хеншель»      | 1937—1938                   |                                       |
| Kleiner Panzerbefehlswagen       |                     |                                                          |                |                             |                                       |
| 4a.Serie La.S.                   | 25                  | 9406—9430                                                | «Грузонверк»   | 1936—1937                   | Первая серия Kl.Pz.Bf.Wg.             |
| 5a.Serie La.S.                   | 16                  | 14507—14510, 14515—14517, 14519, 14520, 14522—14528      | «Грузонверк»   | 1936—1937                   | Вторая серия Kl.Pz.Bf.Wg.             |
| 5a.Serie La.S.                   | 30                  | 10478—10497, 10506—10512, 10514, 10518, 10522            | «Даймлер-Бенц» | 1936—1937                   | Вторая серия Kl.Pz.Bf.Wg.             |
| 5a.Serie La.S.                   | 1                   | 12521                                                    | «Хеншель»      | 1936—1937                   | Вторая серия Kl.Pz.Bf.Wg.             |
| 7a.Serie La.S.                   | 44                  | 15001—15044                                              | «Даймлер-Бенц» | 1936—1937                   | Третья серия Kl.Pz.Bf.Wg.             |
| 7a.Serie La.S.                   | 68                  | 15101—15168                                              | «Хеншель»      | 1936—1937                   | Третья серия Kl.Pz.Bf.Wg.             |

*15 Leichter (Funk) Panzerwagen изготовлены в 1935 году в числе первых 300 танков 2-й серии.
Примечание: не учтена машина с № 10477. Вероятнее всего это был прототип Ausf. B, затем поставленный в Венгрию.

## Тактико-технические характеристики
| ТТХ танков семейства Panzerkampfwagen I               |                                                                                      |                                                                                        |                                                                                      |                                                                                      |
|                                                       | Pz.Kpfw.I Ausf.A                                                                     | Pz.Kpfw.I Ausf.B                                                                       | L.K.A.                                                                               | L.K.B.                                                                               |
| Размеры                                               |                                                                                      |                                                                                        |                                                                                      |                                                                                      |
| Длина, м                                              | 4,02                                                                                 | 4,42                                                                                   | 3,80                                                                                 | 4,44                                                                                 |
| Ширина, м                                             | 2,06                                                                                 | 2,06                                                                                   | 1,90                                                                                 | 2,06                                                                                 |
| Высота, м                                             | 1,72                                                                                 | 1,72                                                                                   | 1,69                                                                                 | 1,72                                                                                 |
| Боевая масса, т                                       | 5,4                                                                                  | 5,8                                                                                    | 4,5                                                                                  | 5,6                                                                                  |
| Вооружение                                            |                                                                                      |                                                                                        |                                                                                      |                                                                                      |
| Вооружение                                            | 2 × 7,9-мм MG 13                                                                     | 2 × 7,9-мм MG 13 или MG 34                                                             | 2 × 7,9-мм MG 13 или 1 × 20-мм и 1 × 7,9-мм MG 13 на L.K.A.2                         | 2 × 7,9-мм MG 13 или 1 × 20-мм и 1 × 7,9-мм MG 13 на 2 cm L.K.B.                     |
| Бронирование, мм                                      |                                                                                      |                                                                                        |                                                                                      |                                                                                      |
| Лоб корпуса                                           | 8—13                                                                                 | 8—13                                                                                   | н/д                                                                                  | 8—13                                                                                 |
| Борта и корма корпуса                                 | 13                                                                                   | 13                                                                                     | н/д                                                                                  | 13                                                                                   |
| Лоб башни                                             | 13—15                                                                                | 13—15                                                                                  | н/д                                                                                  | 13—15                                                                                |
| Борта и корма башни                                   | 13                                                                                   | 13                                                                                     | н/д                                                                                  | 13                                                                                   |
| Крыша и днище                                         | 5—8                                                                                  | 5—8                                                                                    | н/д                                                                                  | 5—8                                                                                  |
| Подвижность                                           |                                                                                      |                                                                                        |                                                                                      |                                                                                      |
| Двигатель                                             | карбюраторный 4-цилиндровый оппозитный воздушного охлаждения «Крупп» M 305, 60 л. с. | карбюраторный 6-цилиндровый рядный жидкостного охлаждения «Майбах» NL 38 Tr, 100 л. с. | карбюраторный 8-цилиндровый V-образный воздушного охлаждения «Крупп» M 311, 85 л. с. | карбюраторный 8-цилиндровый V-образный воздушного охлаждения «Крупп» M 311, 85 л. с. |
| Удельная мощность, л. с./т                            | 11,1                                                                                 | 17,3                                                                                   | 18,9                                                                                 | 15,2                                                                                 |
| Максимальная скорость по шоссе, км/ч                  | 37,5                                                                                 | 40                                                                                     | 50                                                                                   | 43                                                                                   |
| Средняя скорость движения по шоссе, км/ч              | 20                                                                                   | 25                                                                                     | н/д                                                                                  | н/д                                                                                  |
| Максимальная скорость по пересечённой местности, км/ч | 10—12                                                                                | 12—15                                                                                  | н/д                                                                                  | н/д                                                                                  |
| Запас хода по шоссе, км                               | 140                                                                                  | 170                                                                                    | н/д                                                                                  | н/д                                                                                  |
| Запас хода по пересечённой местности, км              | 93                                                                                   | 115                                                                                    | н/д                                                                                  | н/д                                                                                  |
| Удельное давление на грунт, кг/см²                    | 0,39                                                                                 | 0,52                                                                                   | 0,41                                                                                 | 0,42                                                                                 |
| Преодолеваемый подъём, град                           | 30                                                                                   | 30                                                                                     | 35                                                                                   | 30                                                                                   |
| Преодолеваемая стенка, м                              | 0,37                                                                                 | 0,37                                                                                   | н/д                                                                                  | 0,37                                                                                 |
| Преодолеваемый ров, м                                 | 1,4                                                                                  | 1,4                                                                                    | 1,0                                                                                  | 1,4                                                                                  |
| Преодолеваемый брод, м                                | 0,6                                                                                  | 0,6                                                                                    | н/д                                                                                  | 0,6                                                                                  |

## Описание конструкции
Компоновка танка с задним расположением двигателя и передним — агрегатов трансмиссии, отделение управления объединено с боевым. Экипаж танка состоял из двух человек — механика-водителя и командира, также обслуживавшего башенные пулемёты.

### Броневой корпус и башня

Схема бронирования Pz.Kpfw.I Ausf.A

Pz.Kpfw.I имел равнопрочное противопульное бронирование, дававшее надёжную защиту только от пуль винтовочного калибра и осколков некрупных снарядов. Корпус танка собирался из катаных листов гомогенной хромоникелевой броневой стали, толщиной от 5 до 13 мм, твёрдостью 530 HB. Сборка осуществлялась при помощи сварки, с частичным применением подкладного каркаса, служившего для повышения жёсткости корпуса. Несмотря на сварную конструкцию, для крепления отдельных деталей и узлов к корпусу широко применялись также соединения при помощи болтов и заклёпок, поначалу с плоскими, на танках поздних выпусков — с коническими пулестойкими головками.
Корпус танка состоял из двух основных частей: «ванны» шасси и «надстройки». Лобовая часть «ванны» состоит из 13-мм нижнего броневого листа, расположенного под углом в 25° к вертикали, и 8-мм среднего бронелиста, расположенного под углом в 70°. Борта «ванны» состоят из цельных вертикальных 13-мм бронелистов. Кормовая часть также состоит из 13-мм бронелистов, верхнего и нижнего, расположенных под углами в 15° и 55° соответственно. Днище танка состоит из 5-мм броневого листа. Надстройка корпуса состоит из подбашенной коробки восьмигранной в плане формы, расположенной над боевым отделением, и кормовой части, размещённой над моторным отделением. Вертикальные поверхности подбашенной коробки состоят из 13-мм бронелистов и расположены под углом в 21°, а её крыша состоит из 8-мм бронелиста. Кормовая часть надстройки несколько различается в зависимости от модификации танка. На Pz.Kpfw.I Ausf.A она состоит из 13-мм бортов, расположенных под углом в 6°, 13-мм же кормы, расположенной под углом в 22°, и 8-мм крыши, имеющей наклон в 81°. У Pz.Kpfw.I Ausf.B кормовая часть имеет бо́льшую высоту и иные углы наклона крыши и кормового листа — 87° и 0° соответственно. В некоторых источниках, впрочем, указываются иные толщины броневых листов: 14-мм вместо 13-мм для вертикальных поверхностей, 7-мм для крыши моторного отделения, а также 18-мм для лобового листа надстройки. Незначительно в различных источниках могут отличаться и углы наклона броневых листов. Боевое отделение отделялось от моторного противопожарной переборкой.
Одноместная башня Pz.Kpfw.I имела коническую форму и размещалась в правой части боевого отделения на роликовой опоре. Лобовая часть башни состояла из 13-мм броневого листа, расположенного под углом в 8° к вертикали, и цилиндрической маски орудия, состоявшей из бронелиста переменной толщины: от 15 мм в районе оси прохождения пулемётов до 7 мм в оконечностях. Борта и корма башни состояли из 13-мм бронелиста, расположенного под углом в 22°, а крыша башни состояла из 8-мм лобового и кормового бронелистов, расположенных под углами 81° и 90° соответственно. Поворот башни осуществлялся вручную при помощи винтового механизма, обеспечивавшего полный поворот башни за 60 оборотов штурвала. Также командир имел возможность, отсоединив винтовой механизм, быстро поворачивать башню вручную при помощи рукоятки.
Для посадки и высадки, каждый из членов экипажа имел индивидуальный люк. Одностворчатый полукруглый люк командира находился на крыше башни, также в крышке этого люка имелся небольшой круглый лючок для флажковой сигнализации. Двухстворчатый люк механика-водителя находился в левом борту корпуса и крыше боевого отделения. Также в корпусе танка в районе моторного отделения имеются многочисленные люки для доступа к двигательной установке, а в среднем лобовом листе — люк для доступа к механизму поворота.

### Вооружение

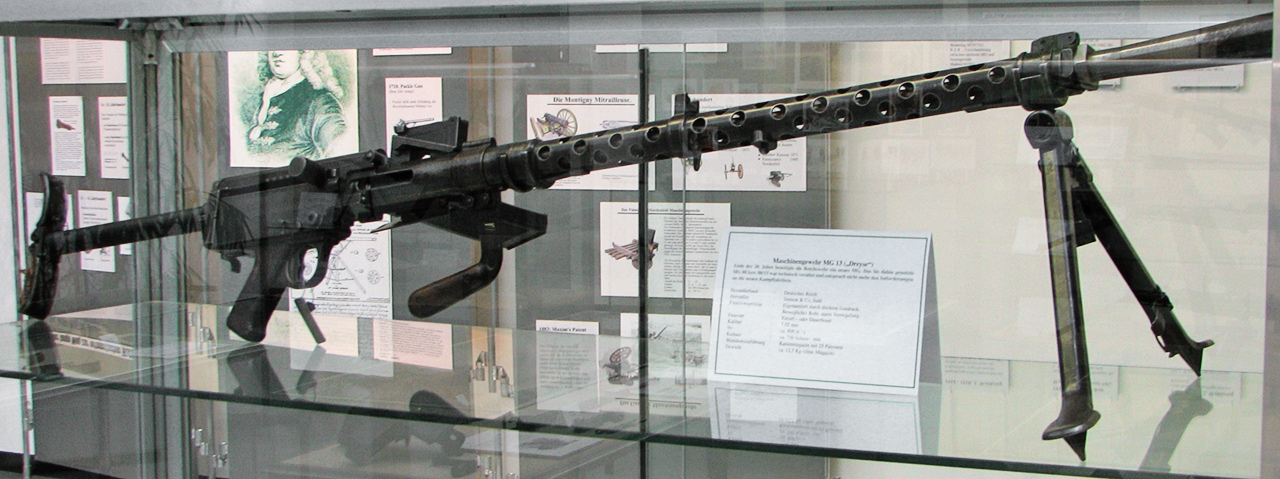
MG-13 в пехотной версии

Вооружение Pz.Kpfw.I составляли два 7,92-мм пулемёта, MG-13 на Pz.Kpfw.I Ausf.A и Pz.Kpfw.I Ausf.B ранних выпусков и MG-34 на Pz.Kpfw.I Ausf.B поздних выпусков. MG-13 имели скорострельность в 680 выстрелов в минуту и начальную скорость пули 890 м/с, в то время как MG-34 отличались повышенной до 825 выстрелов в минуту скорострельностью, но меньшей начальной скоростью пули — 750 м/с. Часть танков оснащалась пулемётами MG-13k, отличавшимися от MG-13 укороченными стволами. Пулемёты снабжались электроспуском, спусковые крючки на их рукоятках были продублированы кнопками: на штурвале вертикальной наводки — для левого пулемёта и на штурвале поворота башни — для правого. Боекомплект пулемётов состоял из барабанных магазинов ёмкостью в 25 патронов, первоначально он составлял 61 магазин или 1525 патронов, но с 1936 года был увеличен до 90 магазинов или 2250 патронов.
Пулемёты устанавливались в спаренной установке в качающейся броневой маске, размещённой на цапфах в лобовой части башни. Левый пулемёт был жёстко закреплён в броневой маске, в то время как наводка правого могла смещаться относительно него при помощи специального устройства. Вертикальная наводка установки, в пределах −12…+18° осуществлялась вручную, как при помощи винтового механизма, так и простым её качанием при помощи рукояток пулемётов. Для наводки на цель использовался телескопический прицел «Цейсс» T.Z.F.2, откалиброванный на дистанции до 800 метров и имевший увеличение 2,5× при поле зрения в 28°. Кроме него командир мог, при приоткрытых люках броневой маски, использовать и простые диоптрические прицелы.

### Средства наблюдения и связи
Для наблюдения за местностью экипажу Pz.Kpfw.I Ausf.A служили смотровые лючки и смотровые щели в части из них. Механик-водитель располагал четырьмя лючками. Один, большего размера, с бинокулярными смотровыми щелями, находился в лобовом верхнем бронелисте корпуса. Два других, с одиночными смотровыми щелями, находились в скошенных бортовых листах, спереди и позади посадочного люка механика-водителя. Ещё один лючок, без смотровой щели, размещался в кормовом листе надстройки. Командир имел для обзора один лючок со смотровой щелью в правом лобовом скошенном листе корпуса, а на первых 300 Pz.Kpfw.I Ausf.A также и в правом кормовом скошенном листе. Ещё шесть лючков располагались в башне: два, без смотровых щелей — по бортам башни; два, с одиночными смотровыми щелями — в кормовой её части и ещё два, без смотровых щелей — в маске орудия. Смотровые щели в лючках имели ширину 4 мм и снабжались с внешней стороны дефлекторами для отражения пуль и брызг свинца. С внутренней стороны, защита обеспечивалась триплексным стеклоблоком толщиной 12 мм, который мог заменяться броневой заслонкой. Набор смотровых приборов Pz.Kpfw.I Ausf.B был в целом идентичен, отличаясь лишь отсутствием кормового лючка механика-водителя.
Для внешней связи, Pz.Kpfw.I снабжались УКВ-радиоприёмником Fu 2. Радиопередатчиком снабжались лишь командирские машины, на танках он отсутствовал. Также все танки снабжались комплектом сигнальных флажков и ракетницей. Для внутренней связи между командиром и механиком-водителем служила переговорная труба.

### Двигатель и трансмиссия
Одним из главных отличий основных модификаций Pz.Kpfw.I являлась силовая установка. Pz.Kpfw.I Ausf.A оснащались оппозитным 4-цилиндровым карбюраторным двигателем воздушного охлаждения модели «Крупп» M305. Двигатель имел рабочий объём в 3460 см³ и мог развивать максимальную мощность, по разным данным, 57 или 60 л. с. при 2500 об/мин. Двигатель устанавливался в лобовой части моторного отделения по продольной оси танка, по бокам от него располагались карбюраторы и воздушные фильтры. Топливом для M305 служил этилированный бензин с октановым числом 76, два топливных бака, ёмкостью 72 литра каждый, размещались в кормовой оконечности моторного отделения.
Pz.Kpfw.I Ausf.B оснащались рядным 6-цилиндровым карбюраторным двигателем жидкостного охлаждения модели «Майбах» NL 38 Tr. При рабочем объёме в 3800 см³, он мог развивать максимальную мощность в 100 л. с. при 3000 об/мин. Размещение двигателя в моторном отделении было аналогично Pz.Kpfw.I Ausf.A, но два топливных бака, общей ёмкостью 146 литров, размещались теперь по правому борту корпуса в изолированном отделении. Радиатор системы охлаждения двигателя и генератор занимали левую часть моторного отделения.
Трансмиссия Pz.Kpfw.I размещалась в лобовой части корпуса и частично — в боевом отделении и отделении управления. В её состав на Pz.Kpfw.I Ausf.A входили:
- редуктор с передаточным числом 0,763, соединённый непосредственно с двигателем и служивший как для снижения оборотов, так и для более низкого размещения карданного вала;
- карданный вал, проходивший через всё боевое отделение;
- двухдисковый главный фрикцион сухого трения, объединённый в общем блоке с коробкой передач и механизмами поворота;
- пятискоростная (5+1) механическая коробка передач Aphon-Getriebe F.G.35 с синхронизацией для второй, третьей и четвёртой, а на коробках первых серий — также и пятой передачи;
- фрикционно-шестерёнчатый механизм поворота с ленточными тормозами;
- однорядные бортовые передачи.

Трансмиссия Pz.Kpfw.I Ausf.B была в целом схожа с Ausf.A, отличаясь однако отсутствием редуктора и иной коробкой передач — Aphon-Getriebe F.G.31, синхронизированной на второй — пятой передачах.

### Ходовая часть
Ходовая часть Pz.Kpfw.I Ausf.A применительно к одному борту состояла из: сдвоенного ведущего колеса, четырёх одиночных обрезиненных опорных катков диаметром 530 мм, обрезиненного ленивца, опущенного на землю и игравшего роль пятого опорного катка и трёх обрезиненных поддерживающих катков. Опорные катки и ленивец — литые; опорные катки — алюминиевые, ленивец — стальной. Подвеска опорных катков — смешанная. Первый опорный каток подвешен индивидуально, на балансире, соединённом с пружиной и гидравлическим амортизатором. Второй и третий опорные катки, а также четвёртый опорный каток и ленивец сблокированы попарно в тележках с подвеской на листовых рессорах.
Поскольку на Pz.Kpfw.I Ausf.B корпус танка был удлинён, а также для улучшения характеристик подвески, в неё были добавлены пятый опорный и четвёртый поддерживающий катки. Пятый опорный каток заменил в системе подвески ленивец, который был поднят с грунта и заменён новым, меньшего диаметра и необрезиненным.
Гусеницы Pz.Kpfw.I — цевочного зацепления, мелкозвенчатые, двухгребневые, состоявшие из литых траков Kgs. 67 280-90 шириной 260 мм и с шагом 91 мм.

## Машины на базе Panzerkampfwagen I

### Командирские машины

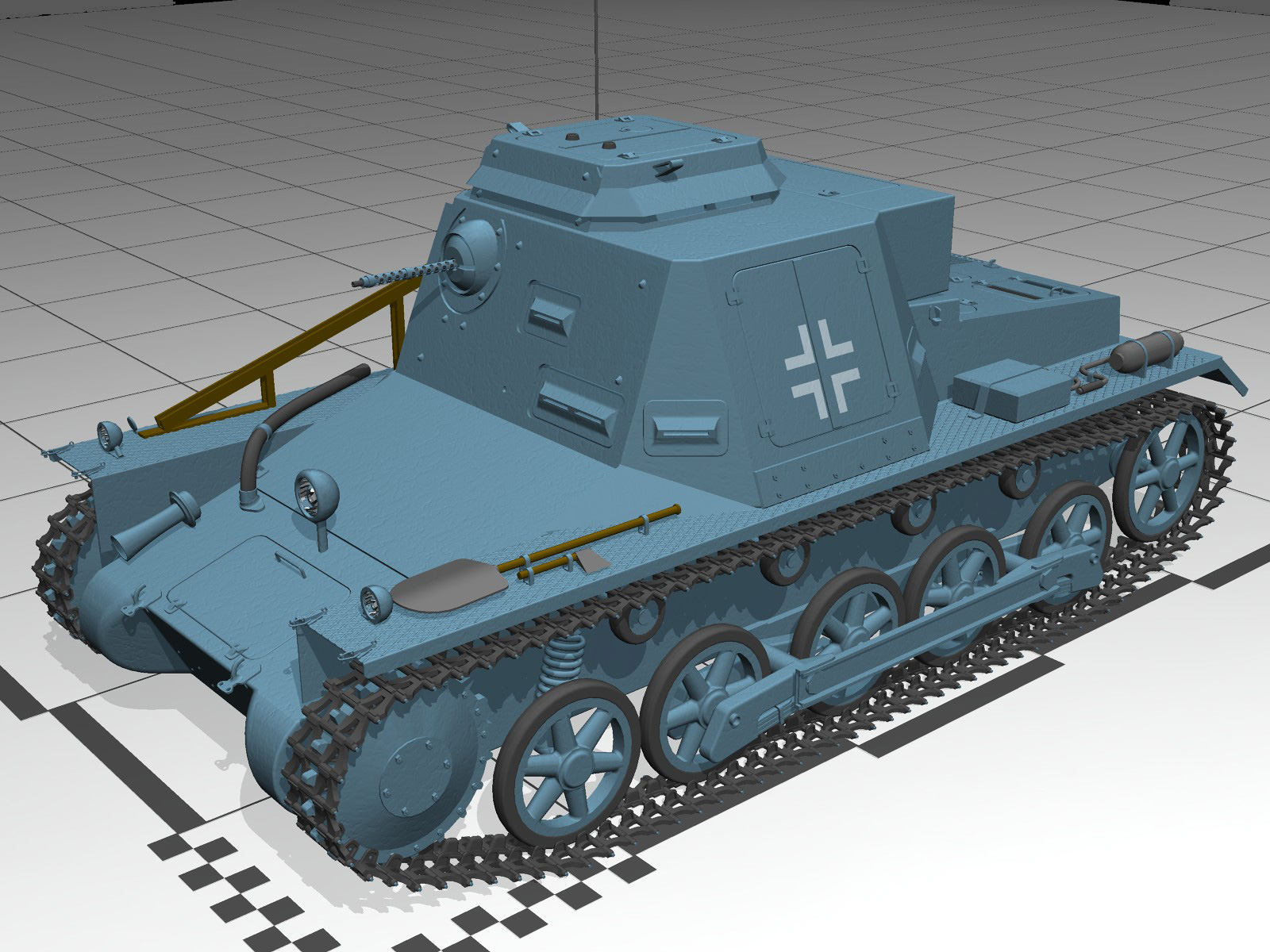
Kleiner Panzerbefehlswagen

Leichter (Funk) Panzerwagen («лёгкая ради́йная бронемашина») — командирская машина на шасси Pz.Kpfw.I Ausf.A. Создана в 1935 году в качестве машины для командиров вооружённых Pz.Kpfw.I подразделений. Отличалась от линейных танков снятием башни и части подбашенного листа и установкой на их месте небольшой броневой надстройки, а также установкой приёмо-передающей радиостанции, в отличие от стандартных танков, оснащавшихся только радиоприёмниками. Производство командирских машин этого варианта ограничилось лишь одной партией из 15 машин, выпущенной в 1935 году в числе первых 300 танков 2-й серии. Какие-либо данные об их боевом применении отсутствуют.
Kleiner Panzerbefehlswagen (Kl.Pz.Bf.Wg. — «малая командирская машина»), Sd.Kfz.265 — командирская машина на шасси Pz.Kpfw.I Ausf.B. Создана в 1935 году как улучшенная версия Leichte (Funk) Panzerwagen. Отличалась изменённой броневой надстройкой увеличенной высоты, позволившей разместить в ней третьего члена экипажа. Кроме этого, в отличие от своей предшественницы, лишённой какого-либо вооружения, Kl.Pz.Bf.Wg. была оснащена пулемётом MG-34, размещённым в шаровой установке в лобовом листе корпуса. Всего с 1935 по конец 1937 года было выпущено 184 командирских машины этого варианта. Первое боевое применение Kl.Pz.Bf.Wg. состоялось в ходе гражданской войны в Испании, в дальнейшем они активно использовались на начальном этапе Второй мировой войны, но из-за слабого бронирования были уже к 1941 году в основном заменены средними танками и командирскими машинами на их базе.

### САУ

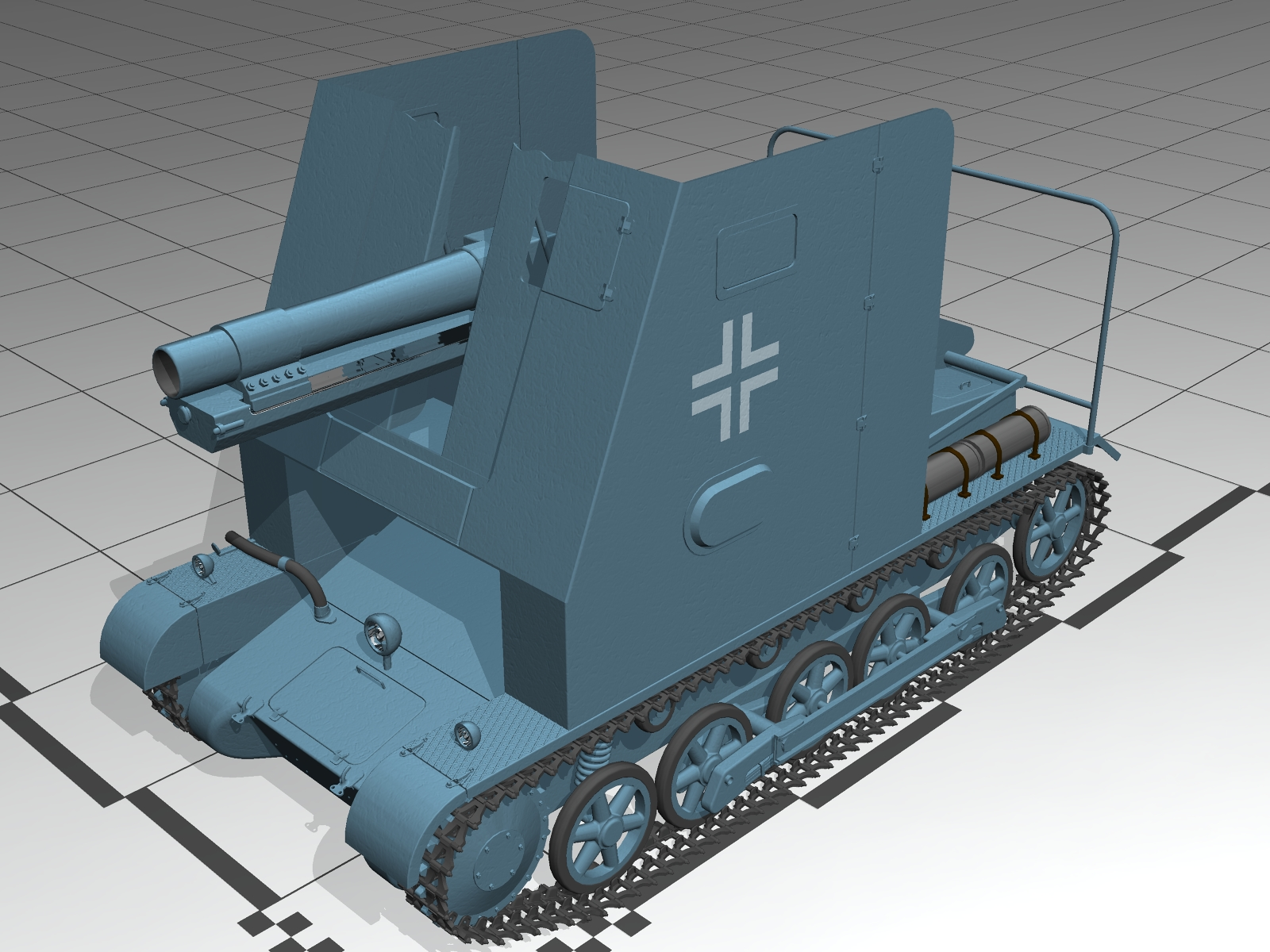
Sturmpanzer I

15 cm sIG 33 Sfl. auf Pz.Kpfw.I Ausf.B — самоходная артиллерийская установка на шасси Pz.Kpfw.I Ausf.B. Одна из первых САУ вермахта была создана в начале 1940 года. С Pz.Kpfw.I Ausf. В демонтировалась башня, а на крыше боевого отделения на стальных опорах устанавливалась, вместе с лафетом, колёсами и броневым щитком, 150-мм пехотное орудие s.I.G.33. Вся установка защищалась 10-мм броневой рубкой, открытой сверху и с кормы. В феврале 1940 года были переоборудованы 38 САУ этого типа, впервые использованные в 1940 году во Французской кампании. Специально под новые самоходные установки был создан новый тип подразделения — батарея моторизованных тяжелых пехотных орудий (s.IG.Kp(Mot.S)). Согласно штату, в каждую батарею попало по 6 самоходных установок. Батарея состояла из трех взводов по 2 самоходные установки и по 4 тягача Sd.Kfz.10 в каждом. Всего за весну 1940 году было сформировано 6 таких батарей, которые были распределены следующим образом:
- s.IG.Kp(Mot.S) 701 — 9-я танковая дивизия
- s.IG.Kp(Mot.S) 702 — 1-я танковая дивизия
- s.IG.Kp(Mot.S) 703 — 2-я танковая дивизия
- s.IG.Kp(Mot.S) 704 — 5-я танковая дивизия
- s.IG.Kp(Mot.S) 705 — 7-я танковая дивизия
- s.IG.Kp(Mot.S) 706 — 10-я танковая дивизия

Установка оказалась перегруженной и имела склонность к опрокидыванию из-за большой высоты, но несмотря на это пользовалась поначалу популярностью из-за высокой огневой мощи. В дальнейшем САУ использовались также в Балканской кампании и на Восточном фронте. Некоторое количество машин было переоборудовано дополнительно для возмещения потерь.

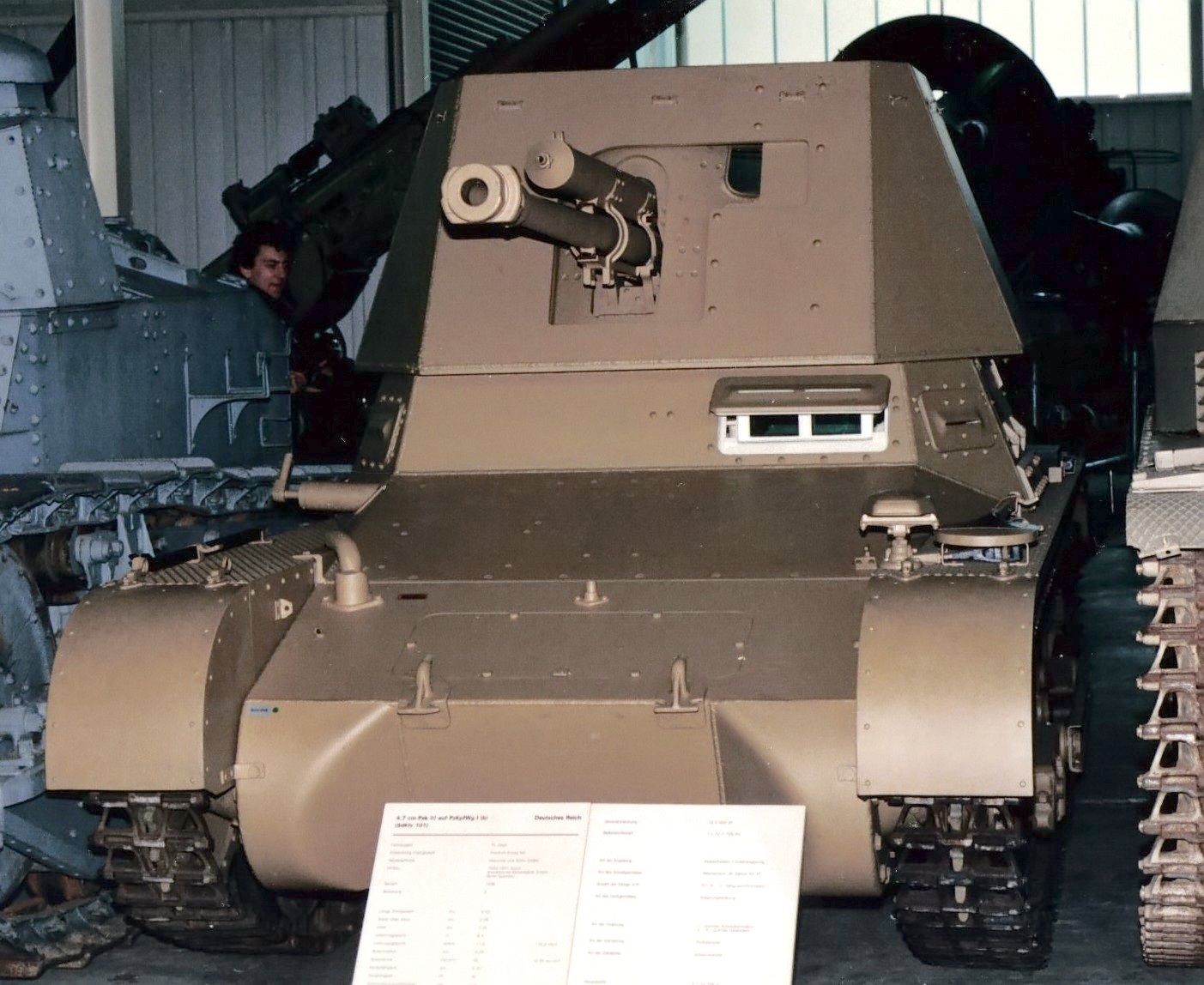
Panzerjäger I

4,7 cm Pak (t) Sfl. auf Pz.Kpfw.I Ausf.B, известная также как Panzerjäger I — противотанковая САУ на шасси Pz.Kpfw.I Ausf.B. Первая серийная германская САУ такого типа. Проектирование САУ для борьбы с вражеской бронетехникой началось ещё в 1939 году, из-за отсутствия на тот момент собственных противотанковых пушек достаточной мощности, было решено использовать трофейные чехословацкие 47-мм пушки «Шкода» A5. САУ переоборудовали из линейных танков, при этом башня и подбашенный лист снимались, а на их место устанавливалась пушка, защищённая 14,5-мм броневой рубкой, открытой сверху и с кормы. Заказ на разработку самоходной противотанковой установки на базе Pz.Kpfw.I Ausf.B получила фирма Alkett. Опытный образец, который лично осмотрел Гитлер, был готов к 10 февраля 1940 года. Производство Panzerjäger I было организованно на Alkett. По планам, 40 машин переделывалось из Pz.Kpfw.I Ausf.B в марте 1940 года, ещё 60 — в апреле и 30 — в мае. К выпуску был причастен концерн Krupp, на который возложили задачу по изготовлению 60 рубок. В переписке Krupp эти машины обозначались как La.S.47. Ещё 72 рубки выпустили на заводе Deutsche Edelstahlwerke AG (DEW) в Ганновере. Две последние построенные машины надолго остались на Alkett. Дело в том, что Škoda традиционно сорвала план по выпуску пушек. Предпоследний Panzerjäger I удалось сдать в сентябре 1940 года, а последний только в июле 1941 года. 19 сентября 1940 года с Krupp был заключен контракт на изготовление следующей партии из 70 рубок. Машины второй серии отличались формой рубки, которая получила дополнительные бортовые листы. Первоначально предполагалось, что заниматься переделкой Pz.Kpfw.I Ausf.B в Panzerjäger I будет Alkett, но 15 октября планы поменялись, так как фирма Alkett оказалась загружена изготовлением StuG III Ausf.B. В результате в Шпандау переделали всего 10 машин. Запасной производственной площадкой было определено предприятие Klöckner-Humboldt-Deutz. Эта компания, в которую входила и фирма Magirus, более известна грузовиками. Тем не менее, именно здесь с декабря 1940 по февраль 1941 года переделали 60 танков в Panzerjäger I. Всего с марта 1940 года по июль 1941 года было переоборудовано 202 САУ этого типа.
Машины 1-й серии получили 521-й, 616-й, 643-й и 670-й противотанковые батальоны; 2-й серии, включая несколько установок 1-й серии — 529-й и 605-й батальоны, а также по одной роте 900-я Учебная и Ляйбштандарт СС Адольф Гитлер бригады . По штату батальон состоял из трех рот по 9 САУ и одному Kl.Pz.Bf.Wg. в каждой, ещё один Kl.Pz.Bf.Wg. находился в управлении батальона. Роты бригад имели аналогичную ротам батальона организацию. Panzerjäger I использовались в основном на фронтах Великой Отечественной войны, а также в Североафриканской кампании и несмотря на перегруженность ходовой части и снизившуюся надёжность, показали хорошие результаты в борьбе с танками противника.
2 cm Flak 38 Sfl. auf Pz.Kpfw.I Ausf.A, известная также как Flakpanzer I — зенитная самоходная установка на шасси Pz.Kpfw.I Ausf.A. Создана в 1941 году путём переоборудования линейных танков, с которых срезались башни и большая часть подбашенной коробки, а на их место помещалась платформа с открыто установленной на ней 20-мм зенитной пушкой Flak 38. Всего во 2-й половине 1941 года фирмой «Алькетт» были изготовлены 24 САУ этого типа, которые использовались впоследствии в 614-м зенитном батальоне на советско-германском фронте вплоть до уничтожения батальона под Сталинградом в начале 1943 года. Из-за крайней изношенности шасси, выпущенных ещё в 1935—1936 годах, впрочем, эти ЗСУ большую часть своей службы провели в ремонте.

### Подвозчики боеприпасов

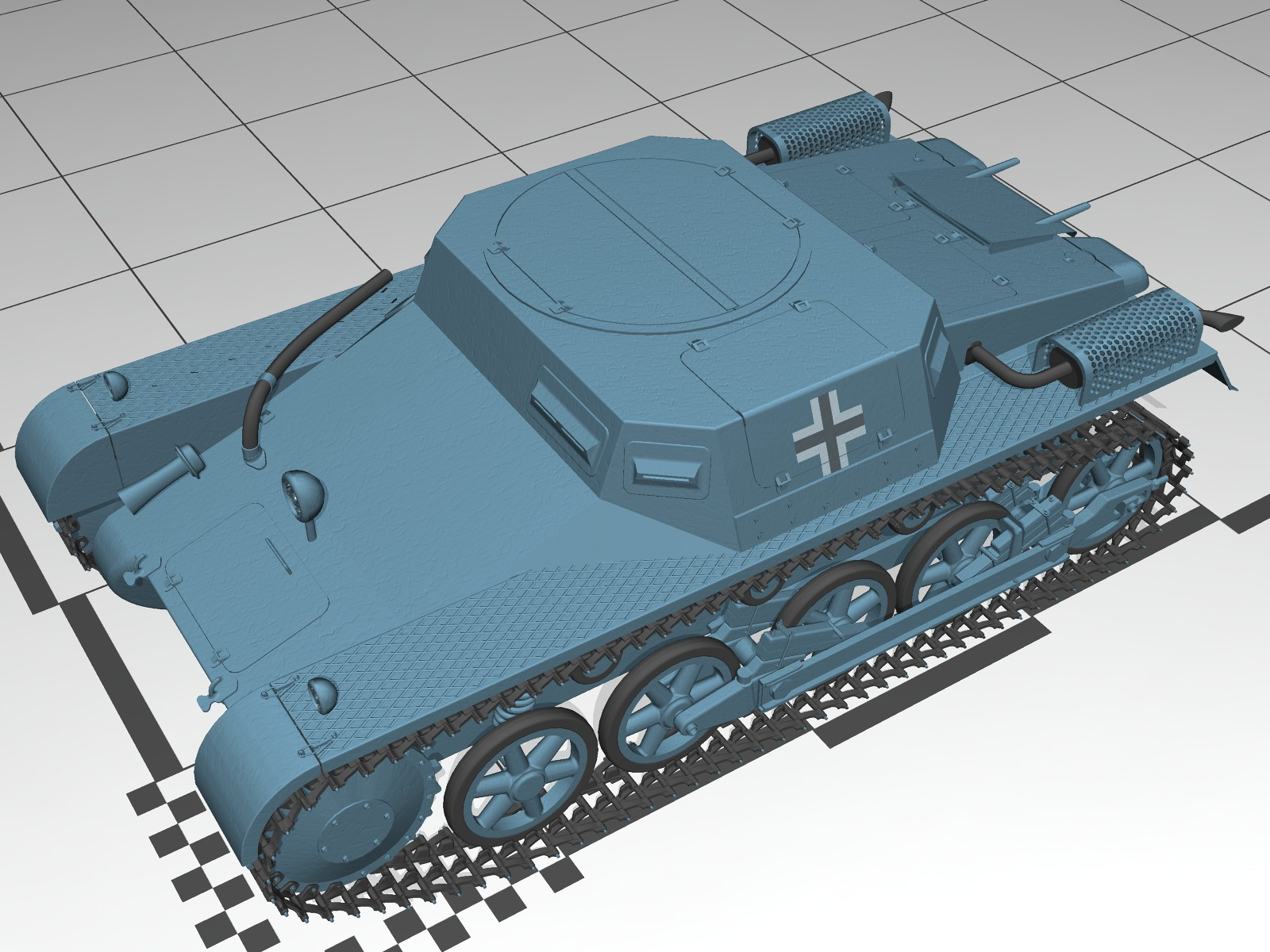
Munitionsschlepper auf Pz.Kpfw.I Ausf.A

Munitionsschlepper auf Pz.Kpfw.I Ausf.A, также известный как Gerät 35 — подвозчик боеприпасов на шасси Pz.Kpfw.I Ausf.A. Их переоборудовали из линейных танков путём снятия башни и установки на месте погона башни круглого двухстворчатого люка. Переоборудование танков, зачастую осуществлявшееся в ходе их ремонта, в подвозчики боеприпасов началось уже в сентябре 1939 года, всего таким способом была получена 51 машина этого типа. Впоследствии в войсках силами ремонтных мастерских также осуществлялась переделка устаревших танков в подвозчики боеприпасов, обычным способом осуществления этого было снятие башни и установка грузовой платформы на подбашенный лист. Точное количество машин, переоборудованных таким образом, неизвестно.

### Инженерные машины
Abwurfvorrichtungen auf Panzerkampfwagen I Ausf.B — обозначение Pz.Kpfw.I Ausf.B, оборудовавшихся в 1939—1940 годах «устройством для сброса взрывчатого заряда». Устройство представляло собой установленную на корме танка трубчатую конструкцию, на конце которой размещался заряд взрывчатки весом до 50 кг, дистанционно сбрасываемый изнутри танка на укрепления противника при приближении вплотную к ним. Точное количество выпущенных Abwurfvorrichtungen неизвестно, однако первоначальный заказ на них, выданный 28 декабря 1939 года, составлял 100 единиц, позже увеличенный до 200. Оборудованные таким образом танки поступали на вооружение третьих рот саперных батальонов танковых дивизий (по 11 машин) и использовались в бою на начальном периоде Второй мировой войны. В 1940 году была разработана улучшенная версия, получившая обозначение Ladungsleger auf Panzerkampfwagen I Ausf.B («укладчик взрывчатых зарядов») или Ladungsleger I, отличавшаяся улучшенным устройством для укладки заряда и увеличенным до 75 кг весом последнего. В серийное производство эта модель не пошла, поскольку намечалось начать производство ещё более совершенного Ladungsleger 41, оборудованного, помимо заряда взрывчатки, бангалорами, однако его производство тоже не вышло за стадию прототипа. Обозначение Ladungsleger в литературе часто применяется ко всем машинам этого типа, в первую очередь к серийным Abwurfvorrichtungen, несмотря на то, что оно относилось только к опытным образцам.
Brückenleger auf Panzerkampfwagen I Ausf.A — мостоукладчик на шасси Pz.Kpfw.I Ausf.A, оснащавшийся жёстко крепившимся к корпусу танка мостом с 5-метровым пролётом. Было выпущено несколько опытных образцов мостоукладчика, но испытания показали полную неспособность ходовой части танка выдерживать такую нагрузку, вследствие чего дальнейшие работы по нему были прекращены. Мостовая часть машины позднее была использована при создании серийного мостоукладчика на шасси Pz.Kpfw.II.

### Огнемётные Panzerkampfwagen I
В отличие от Pz.Kpfw.II и Pz.Kpfw.III, серийные огнемётные танки на базе Pz.Kpfw.I не производились. Но в ходе Североафриканской кампании несколько Pz.Kpfw.I из состава Африканского корпуса были переоборудованы в огнемётные танки путём установки ранцевого пехотного огнемёта Flammenwerfer 40 на месте правого башенного пулемёта. Дальность огнеметания Flammenwerfer 40 не превышала 25 метров, а запаса огнесмеси хватало лишь на 10—12 односекундных пусков. Переоборудованные таким образом Pz.Kpfw.I применялись в ходе осады Тобрука в мае 1941 года.

## Panzerkampfwagen I «нового типа»

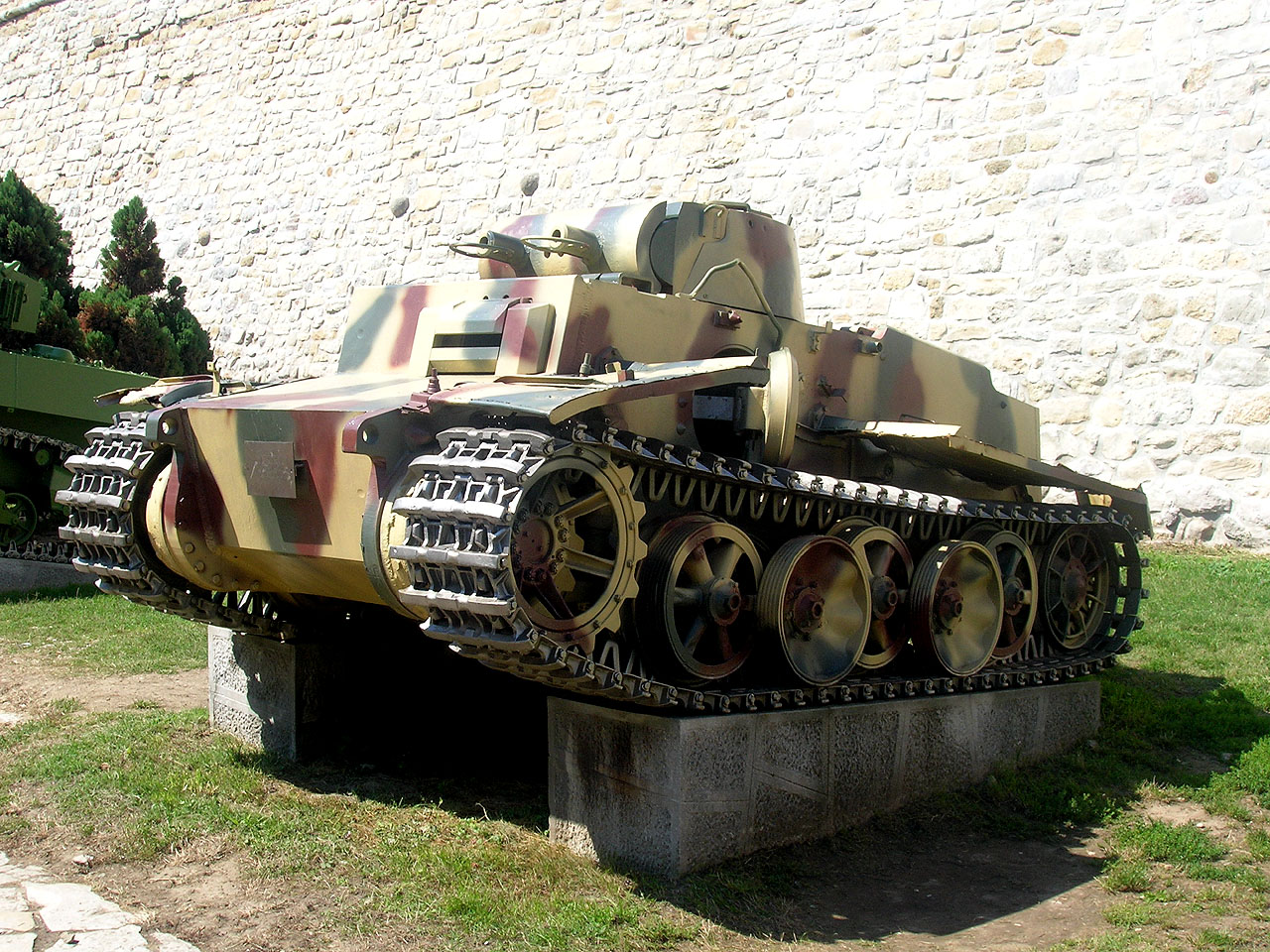
Panzerkampfwagen I Ausf. F

Panzerkampfwagen I Ausf. C (VK 6.01) и Panzerkampfwagen I Ausf. F (VK 18.01) — два опытных танка, разработанных в 1937—1939 годах. Несмотря на то, что они назывались танками Pz.Kpfw. I «нового типа» (нем. neuer Art — n.A.) и обозначались как модификации Pz.Kpfw. I, ничего общего с ним, за исключением названия и некоторых особенностей общей компоновки, эти два танка не имели.
VK 6.01 был разработан в рамках задания на аэромобильный скоростной разведывательный танк и был, при экипаже из двух человек и боевой массе в 8 тонн, вооружён 20-мм автоматической пушкой и защищён 20—30-мм вертикальной бронёй, будучи при этом способен развивать крайне высокую для гусеничной машины скорость — до 79 км/ч. Также был разработан его вариант с иной двигательной установкой, получивший обозначение Panzerkampfwagen I Ausf. D или VK 6.02. Всего в 1942 году было выпущено, по разным данным, 40 или 46 машин этого типа, которые практически не участвовали в боях.
VK 18.01 разрабатывался как тяжелобронированный танк для поддержки пехоты. При боевой массе в 21 тонну и экипаже из двух человек, VK 18.01 имел 80-мм лобовое и бортовое бронирование, однако всё его вооружение ограничивалось двумя 7,92-мм пулемётами, а максимальная скорость не превышала 25 км/ч. В 1942 году выпустили серию из 30 танков этого типа, которые ограниченно использовались в 1943—1944 годах, в основном в противопартизанских операциях.

## Операторы
- Нацистская Германия — свыше 1500 единиц.
- Франкистская Испания — 100 штук Pz.Kpfw.I Ausf.A, 17 шт. Pz.Kpfw.I Ausf.B, 4 шт. Kl.Pz.Bf.Wg. Ausf.В 2-й серии, 1 шт. Pz.Kpfw.I Ausf A Ohne Aufbau
- Вторая Испанская Республика — по меньшей мере один трофейный танк (захваченный в декабре 1938 года в районе Сегре)[69]
- Китай — 15 штук Pz.Kpfw.I Ausf.A[70]
- СССР — небольшое количество трофейных танков[71]
- Венгрия — 2 штуки Pz.Kpfw.I Ausf.A и 8 штук Ausf.B[72]
- Независимое государство Хорватия — как минимум 2 танка Pz.Kpfw.I (существует фотография)[73]

## Окраска, тактические и опознавательные знаки

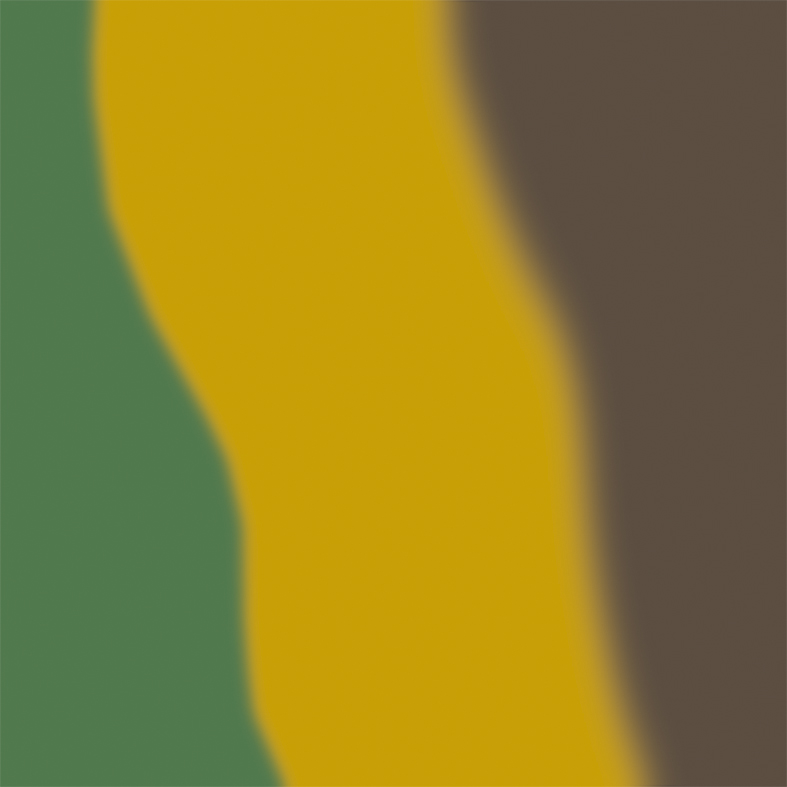
Цвета камуфляжа Pz.Kpfw.I 1935—1937 гг.

Опознавательный крест «открытого» типа

Шасси La.S. первой серии, производившиеся всё ещё под видом сельскохозяйственных тракторов, в соответствии с этим окрашивались в принятый для гражданских машин на службе рейхсвера № 3 «полевой серый матовый» (нем. feldgrau-matt) цвет стандарта RAL. Такую же окраску получили танки второй — четвёртой серий. Начиная с 1935 года и пятой серии танков, вермахтом была принята единая камуфляжная схема (нем. Buntfarbenanstrich) для окраски Pz.Kpfw.I, состоявшая из хаотичных пятен трёх цветов: № 17 «охряной матовый» (нем. erdgelb-matt), № 28 «зелёный матовый» (нем. grün-matt) и № 18 «коричневый матовый» (нем. braun-matt), границы между которыми могли быть опционально разделены полосами № 5 «чёрного матового» (нем. schwarz-matt) цвета шириной от 1 до 3 см.
Первые Pz.Kpfw.I не несли каких-либо тактических обозначений. Лишь в 1935 году, для проведения первых крупномасштабных учений с участием танков 1-й дивизии, были использованы символы в виде мастей игральных карт. С 1 июня 1937 года подобная система была стандартизована, тактические символы для учений должны были наноситься на верхний лобовой бронелист и на кормовой в виде игральных карт светло-серого цвета. Машины командиров взводов обозначались красным кругом, командиров рот — параллельными красными полосами. Танки первого взвода обозначались белым квадратом, второго — белыми полосами, третьего — белым контурным прямоугольником, четвёртого — белым контурным кругом. Батальон обозначался белым контурным ромбом для первого батальона и ромбом с поперечной белой полосой — для второго, рота обозначалась цветом заливки ромба: белым — для первой и пятой рот, красным — для второй и шестой, жёлтым — для третьей и седьмой и голубым — для четвёртой и восьмой. На практике, впрочем, эта система соблюдалась не во всех дивизиях, часто вместо предписанных карточных мастей на кормовую часть корпуса или башни наносились непосредственно тактические символы.
Согласно приказу от 13 июля 1939 года, на все германские бронемашины со всех четырёх сторон должен был быть нанесён белый опознавательный крест (нем. Balkenkreuz), машины без него должны были распознаваться как вражеские. Опыт боёв в Польше показал, однако, что белый крест из-за своей заметности служил отличной мишенью, поэтому уже 26 октября того же года был издан новый приказ, о замене белых крестов на «открытые» с незакрашенной серединой, состоявшие из четырёх уголков.
Приказом от 19 июля 1937 года был введён новый камуфляж, состоявший из основного № 46 «тёмно-серого» (нем. dunkelgrau), по которому должны были наноситься пятна № 45 «тёмно-коричневого» (нем. dunkelbraun) цвета. Согласно первоначальному приказу, новый камуфляж должен был наноситься лишь тогда, когда приходил в негодность старый трёхцветный, но уже с 7 ноября 1938 года вышел новый приказ о немедленной перекраске всех танков со старым камуфляжем. Приказом от 31 июля 1940 года в целях экономии краски вплоть до окончания войны предписывалось использовать при перекраске только тёмно-серый цвет.
На Восточном фронте, в условиях русской зимы, тёмный камуфляж германских танков оказался превосходно различим на фоне снега, поэтому 18 ноября 1941 года был издан приказ, предписывавший покрывать танки зимой смываемой белой краской. Танки Африканского корпуса первоначально носили одноцветный европейский камуфляж, но в условиях пустыни он оказался неприемлем, поэтому приказом от 17 марта 1941 года был введён специальный двухцветный африканский камуфляж, состоявший из основного RAL 8000 «жёлто-коричневого» (нем. gelbbraun), покрывавшего около 2/3 поверхности, с пятнами RAL 7008 «серо-зелёного» (нем. graugrün) цвета. 25 марта 1942 года для действовавшей в Северной Африке техники был утверждён новый камуфляж, состоявший из основного RAL 8020 «коричневого» (нем. braun) цвета с пятнами RAL 7027 «серого» (нем. grau), однако на практике этот камуфляж распространения не получил.

## Эксплуатация и боевое применение
Первые Pz.Kpfw.I начали поступать в войска в 1934 году. К 1 августа 1935 года были произведены уже 318 Pz.Kpfw.I, ставшие первым доступным вермахту танком. Поначалу, из-за нехватки танков, на вооружение частей поступали и тренировочные шасси Pz.Kpfw.I ohne Aufbau. К 1 октября 1936 года были сформированы первые крупные танковые соединения вермахта — 1-я, 2-я и 3-я танковые дивизии. К тому времени в войска успело поступить 1160 Pz.Kpfw.I Ausf.A и 52 Pz.Kpfw.I Ausf.B, а также 40 командирских машин kl.Pz.Bf.Wg на их базе. Ещё длительное время Pz.Kpfw.I составлял основу танковых сил Германии, лишь в 1937 году было развёрнуто полномасштабное производство Pz.Kpfw.II, сменившего его в этой роли.

### Гражданская война в Испании
Первое боевое применение Pz.Kpfw.I состоялось в ходе гражданской войны в Испании 1936—1939 годов. Германия, поддерживавшая в ней франкистов, в сентябре 1936 года направила в Испанию добровольческий легион «Кондор», в состав которого входила танковая группа «Дроне» (нем. Panzergruppe Drohne — «трутень»), численностью в 180 человек. Вместе с группой в Испанию в октябре 1936 года прибыли и танки Pz.Kpfw.I Ausf.A. Несмотря на то, что группа «Дроне», согласно германо-испанскому военному соглашению, должна была прежде всего заниматься обучением испанских танкистов и выступать в роли военных советников, составу группы нередко приходилось принимать участие и в боевых действиях.
Поставки танков франкистам:
1936 — 62 Pz.Kpfw.I (40 Pz.Kpfw.I Ausf.A, 17 Pz.Kpfw.I Ausf.B, 4 Kl.Pz.Bf.Wg.Ausf.В, 1 Pz.Kpfw.I Ausf A Ohne Aufbau)
1937 — 40 Pz.Kpfw.I Ausf.A
1939 — 20 Pz.Kpfw.I Ausf.A
Первое столкновение Pz.Kpfw.I с танковыми частями республиканцев, укомплектованными прежде всего поставленными СССР танками Т-26 с советскими и советско-испанскими экипажами, произошло 28 октября 1936 года. Уже первые бои выявили крайне низкие боевые качества германских танков. Как отмечалось в рапортах командира группы «Дроне», подполковника В. Тома составленных им в ноябре—декабре 1936 года:
- Pz.Kpfw.I оказались совершенно неспособны бороться с лёгкими советскими танками. Несмотря на то, что 7,92-мм бронебойные пули марки S.m.K.H. пробивали броню Т-26 на дистанции в 120—150 метров, после первоначальных успехов, достигнутых с помощью их применения, советские танковые подразделения сменили тактику. Держась на значительных расстояниях, часто до 1000 метров, Т-26 попросту безнаказанно расстреливали немецкую технику, пользуясь подавляющим преимуществом 45-мм пушки, поражающей Pz.Kpfw.I практически на любой дистанции прицельной стрельбы.
- Броня Pz.Kpfw.I выдерживала винтовочный и пулемётный огонь на близких дистанциях и часто выдерживала даже попадания малокалиберных фугасных снарядов. Вместе с тем, смотровые лючки порой самопроизвольно приоткрывались от пулевых попаданий, в результате чего рикошетирующие пули или брызги свинца попадали в танк. Смотровые щели уязвимы и неоднократно пробивались пулями даже небольших калибров, от которых стеклоблок не защищает. Очень уязвимыми являлись стволы пулемётов, не защищённые бронёй и часто выводившиеся из строя пулями. Уязвимым местом также являлся стык между броневой маской пулемётов и башней, через который часто проникали брызги свинца, поражая командира. В довершение, попадающие в подбашенную щель пули заклинивали башню.

Pz.Kpfw.I с 20-мм пушкой «Бреда» (на заднем плане)

Единственным качеством Pz.Kpfw.I, однозначно положительно оценённым в рапорте Генерального штаба сухопутных сил вермахта, составленном 30 марта 1939 года по итогам применения танка в Испании, стала его надёжность. Не изменилась ситуация и с прибытием в декабре первой партии из 19 машин Pz.Kpfw.I Ausf.B. Всего до 1939 года в Испанию было поставлено 117 Pz.Kpfw.I, из которых только 21 относились к модификации Ausf.B.
Постепенно, к марту 1938 года, группа «Дроне» передала свои танки сформированному к тому времени испанскому 2-му танковому батальону, входившему в состав Испанского легиона. В составе этого подразделения Pz.Kpfw.I участвовали в сражениях при Теруэле, Брунете, на Эбро и в Каталонском наступлении. Чтобы хоть как-то повысить боевые качества германского танка, делались попытки установить в его башню 20-мм автоматическую пушку «Бреда» mod. 35, однако известна лишь одна фотография Pz.Kpfw.I Ausf.A с этой пушкой, установленной в башне, увеличенной за счёт вставки дополнительной вертикальной секции. После победы франкистов и парада в Мадриде 19 мая 1939 года, в котором приняли участие и Pz.Kpfw.I, личный состав группы «Дроне» вернулся в Германию. Уцелевшие в боях Pz.Kpfw.I остались в Испании, где они состояли на вооружении вплоть до конца 1940-х годов.

### Вторая мировая война
В марте 1938 года, в ходе аншлюса Австрии, оснащённая Pz.Kpfw.I 2-я танковая дивизия совершила за двое суток 420-километровый марш-бросок. Несмотря на то, что поход обошёлся без боёв, в ходе него до 38 % Pz.Kpfw.I вышли из строя и были за неимением альтернативы брошены на обочинах дорог. После таких результатов, в дальнейшем Pz.Kpfw.I и Pz.Kpfw.II старались доставлять к району боевых действий на тяжёлых грузовых автомобилях, благодаря чему уже в октябре 1938 года, при оккупации Судетской области, небоевые потери танков удалось значительно сократить.
К началу Второй мировой войны Pz.Kpfw.I уже уступили роль основного танка значительно более боеспособным Pz.Kpfw.II, а также отчасти Pz.Kpfw.III и Pz.Kpfw.IV, поступившим в ещё малосерийное к тому времени производство. Несмотря на это, по состоянию на 15 августа 1939 года на вооружении Германии всё ещё числились 1445 Pz.Kpfw.I Ausf.A и Ausf.B, что составляло 46,4 % всей бронетехники панцерваффе.

#### Польская кампания

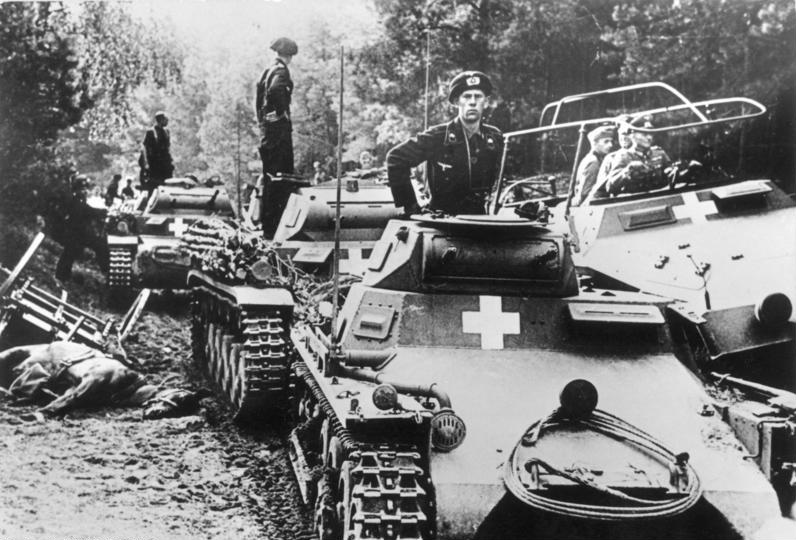
Pz.I.A с крестами раннего образца. Польша, сентябрь 1939

Pz.Kpfw.I активно использовались в ходе Польской кампании, на 1 сентября 1939 года во фронтовых частях насчитывалось 973 танка этого типа, или 38 % от общего числа танков в них. В ходе кампании легкобронированные Pz.Kpfw.I без труда подбивались не только 37-мм противотанковыми пушками «Бофорс» wz.36, но и многочисленными лёгкими 7,92-мм противотанковыми ружьями kb ppanc wz. 35. Даже обстрел двигателя и топливных баков бронебойными пулями из обычных пулемётов для Pz.Kpfw.I уже был опасен. Малоэффективными из-за своего пулемётного вооружения оказывались Pz.Kpfw.I и при встрече с польскими танками, такими как 7TP. Тем не менее, Pz.Kpfw.I использовались во всех основных сражениях кампании. Как минимум один незначительно повреждённый Pz.Kpfw.I был захвачен польскими частями и позднее использован ими. Всего в ходе кампании было потеряно 320 Pz.Kpfw.I, или 32,8 % от общего числа задействованных танков этого типа, однако из этого числа безвозвратные потери составили 89 единиц.

#### Датско-норвежская операция
40-й танковый батальон особого назначения (Pz. Abt. zbV. 40) был сформирован на базе Путлосс в Шлезвиге специально для участия и операции «Вюзерюбунг». Датой создания батальона считается 8 марта 1940 г. Командовал батальоном подполковник Фольксхайм.
Батальон состоял из штаба и трех рот. Первая рота была взята из 5-го танкового полка 3-й танковой дивизии, вторая рота — из 36-го танкового полка 4-й танковой дивизии, третья рота — из 15-го танкового полка 5-й танковой дивизии. Штаб батальона, согласно записи и дневнике начальника генерального штаба генерала Ф. Гальдера набирался в танковом училище.
Согласно штату, штаб батальона располагал 3 легкими танками Pz. I и 3 командирскими танками kl.Pz.Bef.Wg. Каждая рота состояла из штаба (один Pz. I, два Pz. II и один kl.Pz.Bef.Wg), и четырёх взводов, три из которых имели по 4 легких танка Pz. I, а четвёртый — 5 легких танков Pz. II.
В первый день операции штаб батальона вместе с 1-й и 2-й ротами выдвинулись с исходных позиций в Шлезвиге и в составе боевых порядков 170-й пехотной дивизии вступили на территорию Дании. В ходе вторжения в Данию 9 апреля 1940 года бои были непродолжительны, но несмотря на это, датчане при помощи 20-мм автоматических пушек, установленных на мотоциклах с колясками, сумели вывести из строя по одному Pz.Kpfw.I и Kl.Pz.Bf.Wg., а также 13 бронеавтомобилей.
3./Pz.Abt. 40 была направлена в Норвегию на транспортах «Антарес» и «Урунди», однако вечером 10 апреля «Антарес» был торпедирован британской подводной лодкой и затонул с 5 танками роты (1 kl.Pz.Bef.Wg и 4 Pz. I). 17 апреля «Урунди» с основной частью роты сел на мель. С транспорта удалось снять только треть машин, после чего он ушел в Ольденбург. Не выгруженные машины были доставлены в Норвегию уже после окончания боевых действий.
Выгруженные машины и личный состав роты прибыли в Осло 17 апреля. Штаб батальона, 1. и 2./Pz.Abt. 40 были переброшены в Осло морем 20 апреля. 19 апреля батальону был придан взвод из одного kl.Pz.Bef.Wg и трех тяжелых трехбашенных танков Nb.Fz. под командованием обер-лейтенанта Ганса Хорстманна, названного Panzerzug Horstmann или Panzerzug Putloss.
Согласно отчету, датированному 24 апреля, подразделения батальона были распределены следующим образом:
- 1-я рота под командованием капитана фон Бурстина была придана группе полковника Фишера. В составе роты числилось 12 Pz. I, 5 Pz. II, 1 Nb.Fz. и 2 kl.Pz.Bef.Wg;
- взвод обер-лейтенанта Пройсса в составе 2 Nb.Fz., 3 Pz. I, 3 Pz. II и 1 kl.Pz.Bef.Wg, поддерживала 196-ю пехотную дивизию генерал-майора Пелленгара;
- 2-я рота капитана Тёльке оставалась в Осло в составе 5 Pz. I и 3 Pz. II, но один из её взводов под командованием обер-лейтенанта Райбига (1 Pz. II и 4 Pz. I) был направлен в Ставангер;
- 3-я рота капитана Пидрика действовала совместно со 163-й пехотной дивизией генерал-майора Энгельбрехта. В составе роты насчитывалось 6 Pz. II, 5 Pz. I и 1 kl.Pz.Bef.Wg.

Численный состав батальона:
- на 09.04.1940 — имелось 69 танков, в том числе: 42 Pz.Kpfw. I Ausf. A и В, 21 Pz.Kpfw. II Ausf. C, 6 kl.Pz.Bef.Wg.
- на 24.04.1940 — числилось 54 танка: 3 Nb.Fz., 29 Pz.Kpfw. I, 18 Pz.Kpfw. II, 4 kl.Pz.Bef.Wg.

За время боев было безвозвратно потеряно 8 Pz. Kpfw. I и 2 Pz. Kpfw. II. Позже в строй вернулись 8 Pz. Kpfw. I и 1 Pz. Kpfw. II.

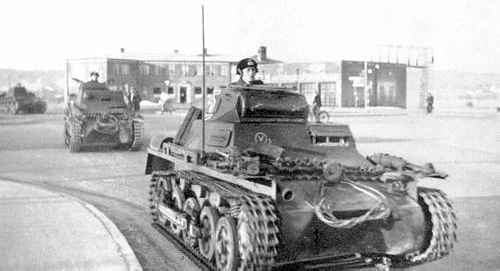
Pz.I, проезжающие в Обенро. Дания, 9 апреля 1940 года

#### Французская кампания
С ростом объёмов производства средних танков Pz.Kpfw.III и Pz.Kpfw.IV, а также началом выпуска лёгких Pz.38(t), уже в ходе Польской кампании началось активное сокращение числа Pz.Kpfw.I в действующих войсках и массовое их переоборудование в САУ и машины специального назначения. В результате этого, а также боевых потерь, к началу Французской кампании число Pz.Kpfw.I в составе фронтовых частей сократилось до 554 единиц по состоянию на 10 мая 1940 года. Из-за низких боевых качеств, частям, вооружённым преимущественно Pz.Kpfw.I, с самого начала отводились второстепенные задачи, тогда как роль основной силы ложилась на максимально перевооружённые средними танками подразделения.
В ходе кампании Pz.Kpfw.I пришлось вести бои в ещё более тяжёлых условиях, чем в Польше. Помимо противотанковой обороны, им противостояли также французские и британские танковые части, превосходившие их как количественно, так и качественно. За исключением сравнительно небольшой доли пулемётных танков, большинство французских и британских танков имели пушечное вооружение, а значительная их часть имела также противоснарядное бронирование, будучи совершенно неуязвимыми для Pz.Kpfw.I. Даже безнадёжно устаревшие FT-17 времён ещё Первой мировой войны, имевшие тем не менее пушечное вооружение, имели в бою преимущество над ним. Единственным положительным качеством, которое Pz.Kpfw.I сумел проявить в ходе кампании, стала его мобильность, вполне отвечавшая теории «блицкрига». В дополнение к хорошей подвижности лёгкие Pz.Kpfw.I были способны преодолевать водные преграды по обычным сапёрным мостам типа «B» грузоподъёмностью 8 т, в отличие от Pz.Kpfw.III и Pz.Kpfw.IV, которым было необходимо дожидаться прибытия более грузоподъёмных переправочных средств. Вместе с тем, в ходе всей кампании, несмотря на её крайне успешное развитие, Pz.Kpfw.I несли тяжёлые потери: так, в ходе битвы под Намюром 12—13 мая 1940 года были потеряны сразу 64 танка этого типа. В ходе кампании 48 Pz.Kpfw.I были направлены во фронтовые части для восполнения потерь. Всего же за время Французской кампании безвозвратные потери составили 182 Pz.Kpfw.I, или 30,2 % от всех задействованных танков этого типа.

#### Североафриканская кампания и Балканы
С 5-м танковым полком 15-й танковой дивизии Африканского корпуса в марте 1941 года было отправлено 25 Pz.Kpfw.I Ausf.A, ещё 25 машин той же модификации 8-го танкового полка 5-й легкой дивизии — 10 мая. Кроме того 11 Pz.Kpfw.I (pio) имелось в сапёрном батальоне 15-й танковой дивизии. В Балканской кампании участвовали 6 германских танковых дивизий, но в них было всего 18 Pz.Kpfw.I, 10 из которых в ходе операции получили разного рода повреждения. Более активно, впрочем, на территории Югославии Pz.Kpfw.I использовались позднее, уже полицейскими частями, ведшими борьбу против югославских партизан.

#### Советско-германский фронт
К началу операции «Барбаросса» устаревшие Pz.Kpfw.I были в основном заменены в войсках средними и более совершенными лёгкими танками. Т. Йенц приводит данные о 152 танках, находящихся в 9-й, 12-й, 17-й — 20-й танковых дивизиях, однако в это число не входят танки в их саперных батальонах, 3-ие роты которых по штату имели 11 машин Pz.Kpfw.I (pio) — всего в 17 дивизиях имелось 185. Кроме того, 37 Pz.Kpfw.I было в 40-м танковом батальоне, действовавшем в Финляндии, а также 3 в MinRaum-Abt.1. Всего 377 машин из имеющихся 877 танков этого типа.
|                   |            | Panzer Division | Panzer Division | Panzer Division | Panzer Division | Panzer Division | Panzer Division | Panzer Division | Panzer Division | Panzer Division | Panzer Division | Panzer Division | Panzer Division | Panzer Division | Panzer Division | Panzer Division | Panzer Division | Panzer Division |       |
|                   | Матчасть   | 1               | 3               | 4               | 6               | 7               | 8               | 9               | 10              | 11              | 12              | 13              | 14              | 16              | 17              | 18              | 19              | 20              | Всего |
| ----------------- | ---------- | --------------- | --------------- | --------------- | --------------- | --------------- | --------------- | --------------- | --------------- | --------------- | --------------- | --------------- | --------------- | --------------- | --------------- | --------------- | --------------- | --------------- | ----- |
| Танковый полк     | Pz I       |                 |                 |                 |                 |                 |                 | 8               |                 |                 | 40              |                 |                 |                 | 12              | 6               | 42              | 44              | 152   |
| Саперный батальон | Pz I (pio) | 11              | 13              | 10              | 11              | 11              | 11              | 11              | 11              | 11              | 11              | 8               | 11              | 12              | 10              | 11              | 11              | 11              | 185   |
| Всего             |            | 11              | 13              | 10              | 11              | 11              | 11              | 19              | 11              | 11              | 51              | 8               | 11              | 12              | 22              | 17              | 53              | 55              | 337   |

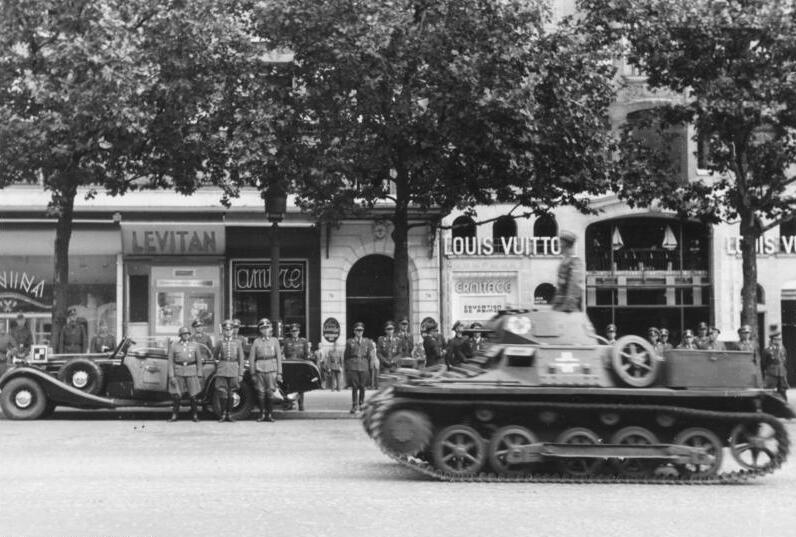
Pz.Kpfw.I Ausf.B на параде в Париже, август 1942 года

Кроме того на 1 июня 1941 года в армии числился 141 Kl.Pz.Bf.Wg. В операции «Барбаросса» было задействовано 108 этих машин, 66 из которых входили в состав танковых дивизий и двух бригад (LSSAH и 900 Lehr), 20 имелись на вооружении пяти самоходных противотанковых дивизионов и 22 — в MinRaum-Abt.1. Ещё 4 машины находились в 40-м танковом батальоне ОН в Финляндии.
На советско-германском фронте Pz.Kpfw.I оказались ещё в более тяжёлом положении, чем во Франции. Вновь, несмотря на успешный ход наступления и то, что Pz.Kpfw.I выступали на второстепенных ролях, слабо защищённые и вооружённые танки этого типа несли тяжёлые потери как от противотанковой обороны, так и от огня советских танков, в большинстве своём вооружённых высокоэффективными против него 45-мм и 76-мм пушками. На 18 сентября 1941 года в строю оставалось лишь 156 Pz.Kpfw.I, всего же к концу года счёт потерь достиг 428 танков этого типа, в том числе 172 машины были потеряны безвозвратно уже к концу августа. Высокие потери, в сочетании с изношенностью шасси, быстро сокращали их число в боевых частях. Практически все немногочисленные остававшиеся на советско-германском фронте Pz.Kpfw.I были потеряны зимой 1941/1942 годов, общие потери за 1942 год составили лишь 92 танка этого типа. В том же году устаревший танк был окончательно снят с вооружения бронетанковых частей.

#### Последние годы войны
С 1942 года Pz.Kpfw.I практически исчез из частей первой линии, а уцелевшие танки активно переоборудовались в подвозчики боеприпасов и другие специализированные машины. 511 снятых с них при этом башен были использованы впоследствии при строительстве укреплений. Вплоть до 1943 года они также использовались в роли командирских машин для подразделений САУ Panzerjäger I, несмотря на все протесты командиров, указывавших на непригодность лишённого радиопередатчика и слабо оснащённого приборами наблюдения Pz.Kpfw.I к этой роли. Единичные танки этого типа участвовали в Курской битве — так, в составе 19-й танковой дивизии имелось три таких танка, а дивизия СС «Лейбштандарт Адольф Гитлер» сообщила о потере одного Pz.Kpfw.I Ausf.B из состава противотанкового батальона. Некоторое количество танков этого типа продолжало оставаться на вооружении ещё вплоть до 1944 года, по причине полного несоответствия условиям боя как на советско-германском, так и на Западном фронтах, используясь в основном частями, занимавшимися антипартизанской борьбой. В роли учебных машин Pz.Kpfw.I использовались практически до самого конца войны и списывались лишь когда ремонт становился нецелесообразным из-за полного износа.

### Panzerkampfwagen I в других странах
Первым экспортным покупателем Pz.Kpfw.I стал Китай, который приобрел осенью 1936 года 15 танков модификации Ausf.A у фирмы «Крупп» за 1,03 миллиона рейхсмарок (около 68,7 тысяч РМ за танк; в Вермахт он продавался за 38 тысяч РМ). Прибыли в Нанкин только 22 июня 1937 года. В декабре все были потеряны безвозвратно (в основном брошены). Экспорт Pz.Kpfw.I своим союзникам Германия почти не вела. Лишь Венгрия получила в 1936 году один танк Ausf.A для испытаний, введя его в строй в 1937 году. Ещё 1 танк этой модификации и 8 Ausf.B были получены уже в 1942 году, но детали их боевого применения неизвестны. Возможно, некоторое количество Pz.Kpfw.I получила и Хорватия, но точных сведений об этом также нет. Небольшое количество трофейных Pz.Kpfw.I также применялось СССР в 1941—1942 годах.

## Оценка машины
Традиционной в историографической литературе является точка зрения, согласно которой Pz.Kpfw.I, как и в значительной мере даже Pz.Kpfw.II, являлся не полноценной боевой машиной, а производился в первую очередь для учебно-тренировочных целей, хотя с началом войны, из-за нехватки к тому времени полноценных средних танков, германские танковые войска были вынуждены использовать эти устаревшие лёгкие машины и в бою. Эта же точка зрения поддерживалась и в послевоенных мемуарах некоторых германских деятелей, в частности, Г. Гудериана. Вместе с тем, ряд ведущих специалистов по германской бронетехнике, таких как С. Залога и Т. Йенц, считают, что Pz.Kpfw.I являлся полноценной боевой машиной, а его низкие боевые характеристики объясняются тем, что лучших результатов достичь в те годы, при тогдашнем состоянии танкостроения и экономическом положении Германии, было невозможно, тем более при соблюдении требований к массовости и надёжности танка. В пользу этого говорит и конструкция танка, содержавшая многие совершенно ненужные для учебно-тренировочной машины решения, такие как очень дорогостоящая броня из хромоникелевой стали, установка в башне двух пулемётов вместо одного и ряд других, не столь заметных.
В предвоенные годы лёгкие танки, вооружённые пулемётами, также рассматривались в военных кругах Германии как полноценные боевые машины, так, тот же Гудериан в 1937 году писал в своей книге «Бронетанковые войска»:

Лёгкие танки, массой от четырёх до семи тонн, вооружённые лишь пулемётами, довольно часто используются для выполнения задач разведки, охранения и связи. Кроме этого, в особенности будучи поддерживаемы более тяжёлыми танками, эти лёгкие машины вполне пригодны для борьбы с пехотой и другими вражескими подразделениями. Низкий силуэт, высокая скорость и маневренность делают их опасным противником для противотанковых орудий. Невысокая цена позволяет их производство в значительных количествах. Не стоит недооценивать эти танки, когда они применяются большими массами.

Предвоенные анализы показывали, что танковый батальон, вооружённый Pz.Kpfw.I, способен совершить прорыв через вражескую пехотную дивизию, вооружённую 72 противотанковыми пушками. При этом потери батальона могли достигать 50 % от числа танков, но это считалось приемлемым, по сравнению с потерями, которые бы понесла пехота при совершении схожего прорыва. Вдобавок, как показала практика, в случае успешного развития боевых действий, безвозвратные потери танков составляли лишь небольшую часть от этого числа, подавляющее же большинство подбитых танков, оставшихся после наступления на своей территории, могли быть отремонтированы и возвращены в строй.

### Вооружение и защищённость
Наиболее слабым местом Pz.Kpfw.I являлось вооружение. Будучи оснащён лишь двумя 7,92-мм пулемётами, Pz.Kpfw.I был способен эффективно бороться лишь с небронированными целями и живой силой противника. Хотя 7,92-мм пулемёт и был способен на дистанциях около 100 метров пробить до 15 мм брони, что позволяло ему в этом случае поражать многие лёгкие танки, особенностью пулемёта, как и другого малокалиберного оружия является значительно более быстрое падение бронепробиваемости с ростом дистанции, по сравнению с более крупнокалиберным оружием, даже если последнее обладает сравнительно небольшой начальной скоростью снаряда. Как следствие, эффективная дальность поражения танков с противопульным бронированием для Pz.Kpfw.I находилась в пределах 100—150 метров. На практике это приводило к тому, что пулемётные танки при встрече в бою зачастую оказывались совершенно бессильны друг против друга. С учётом слабости бронирования Pz.Kpfw.I, низкая эффективность его вооружения приводила к тому, что даже вооружённые сравнительно слабыми, но всё же пушками танки уже обладали в бою подавляющим преимуществом над ним и фактически могли безнаказанно расстреливать германский танк с нормальных для них дистанций боя в 500 метров и более, оставаясь для пулемётного огня неуязвимыми. Ограниченны были возможности пулемётного Pz.Kpfw.I и в борьбе с огневыми точками противника — броневые щитки артиллерийских орудий хоть и не давали серьёзной защиты от прицельного огня, всё же имели хороший шанс отразить пулю, давая орудию шанс нанести по танку ответный удар.
Броневая защита Pz.Kpfw.I изначально предназначалась только для защиты от огня пулемётов винтовочного калибра и даже от огня крупнокалиберных пулемётов и противотанковых ружей могла защитить лишь на значительных дистанциях. От артиллерийских орудий же оно не давало практически никакой защиты на нормальных дистанциях боя, разве что наиболее маломощные 37-мм полевые или танковые орудия могли испытать сложности с пробитием брони Pz.Kpfw.I. Хотя противотанковые орудия появились ещё на завершающем этапе Первой мировой войны и к началу—середине 1930-х годов во многих странах была начата их разработка или серийный выпуск, в то время в Германии, как и в других странах, их значение недооценивалось и меры защиты танков от огня противотанковой артиллерии не рассматривались. Хотя уже тогда было ясно, что при прорыве через подготовленную оборону, располагающую противотанковыми орудиями, потери танков будут высоки, это было сочтено приемлемым в пользу того, что лёгкие и многочисленные Pz.Kpfw.I будут тем не менее способны выполнить поставленную задачу.

### Оценка боевого применения
Первые оценки боевому применению Pz.Kpfw.I были даны уже в ходе гражданской войны в Испании. Отзывы иностранных военных специалистов, прежде всего французских и британских, были в целом негативны, а на основании их делались и выводы о низких боевых качествах германских танковых дивизий. В схожем ключе высказывались и германские, и итальянские эксперты, указывая на недостаточное бронирование и низкую проходимость малогабаритного танка, а также на то, что сравнительно высокая скорость Pz.Kpfw.I не давала ему в бою реальных преимуществ. Вместе с тем, как указывает историк Т. Йенц, хотя боевые действия германских танков в Испании порой в историографии расценивались как испытания новых техники и тактик германских бронетанковых войск, на самом деле применение Pz.Kpfw.I не имело ничего общего с тактикой нанесения массированных танковых ударов в стратегически важных точках, разработанной в Германии. Танки в Испании использовались не более чем в роли передвижных ДОТов, в небольших количествах и в маловажных боях, при этом его сильные стороны не находили применения, а слабые — прежде всего недостаточные вооружение и бронирование, проявляли себя в полной мере.
Сравнительно быстроходный и маневренный Pz.Kpfw.I в полной мере соответствовал германской концепции блицкрига, однако в середине 1930-х годов, когда создавался и производился Pz.Kpfw.I, германским войскам так и не довелось применить этот танк в условиях той войны, для которой он создавался. А к тому времени, когда вермахту довелось воплотить эту идею в жизнь — прежде всего во Французской кампании в 1940 году, Pz.Kpfw.I являлся уже откровенно устаревшим и играл небольшую роль по сравнению с более современными танками, по существу, оставаясь на вооружении лишь из-за нехватки более современных машин.

### Аналоги
Среди своих современников, прямых аналогов Pz.Kpfw.I не имел. В целом по своим тактико-техническим характеристикам он находился примерно в одном классе с танкетками и малыми танками, но был значительно больше и тяжелее, и, что важнее, был предназначен в большей степени для выполнения задач полноценного лёгкого танка. Однако представители последнего класса уже в те годы существенно превосходили Pz.Kpfw.I по массе, что позволяло им нести лучшее, чем у Pz.Kpfw.I, в большинстве случаев пушечное вооружение, а также, как правило, лучшее бронирование. Таким образом, Pz.Kpfw.I занимал в некотором роде промежуточное положение между танкетками и малыми танками, которых он превосходил по большинству параметров, и многоцелевыми лёгкими танками, для выполнения задач которых он был предназначен, однако которым значительно уступал по своим боевым качествам.
Современные же Pz.Kpfw.I лёгкие танки аналогичной весовой категории, такие как британские Mk.IV, Mk.V и Mk.VI или французские AMR 33 и AMR 35, являлись специализированными машинами, предназначенными прежде всего для задач разведки и охранения, поэтому их сравнение не вполне правомерно. Все перечисленные танки существенно превосходили Pz.Kpfw.I в подвижности, а британские танки и AMR 35 — ещё и в вооружении, состоявшем на первых из спарки 12,7-мм и 7,7-мм пулемётов, а на AMR-35 — из 13,2-мм пулемёта или 25-мм автоматической пушки. Помимо этого, британские танки имели экипаж из трёх человек, что позволяло лучшее распределение его функций. С другой стороны, Pz.Kpfw.I сохранял за собой преимущество в виде низкой стоимости и лучшей приспособленности к массовому производству, а также сравнительно высокой надёжности и ремонтопригодности. Также в одной весовой категории с Pz.Kpfw.I находился японский лёгкий танк Те-Ке, имевший близкие бронирование и подвижность, но существенно превосходивший немецкий танк по вооружению благодаря наличию 37-мм пушки; однако японский танк был очень тесен, не имел радиостанции и оснащался примитивными смотровыми приборами. Интересно сравнить Pz.Kpfw.I с более поздним (выпуск с 1940 года) советским танком Т-40 — при равной массе, советский танк имел аналогичное бронирование и экипаж, но был лучше вооружён (12,7-мм пулемёт, на поздних образцах 20-мм пушка), превосходил немецкий танк по подвижности, а также мог плавать.

## Сохранившиеся экземпляры

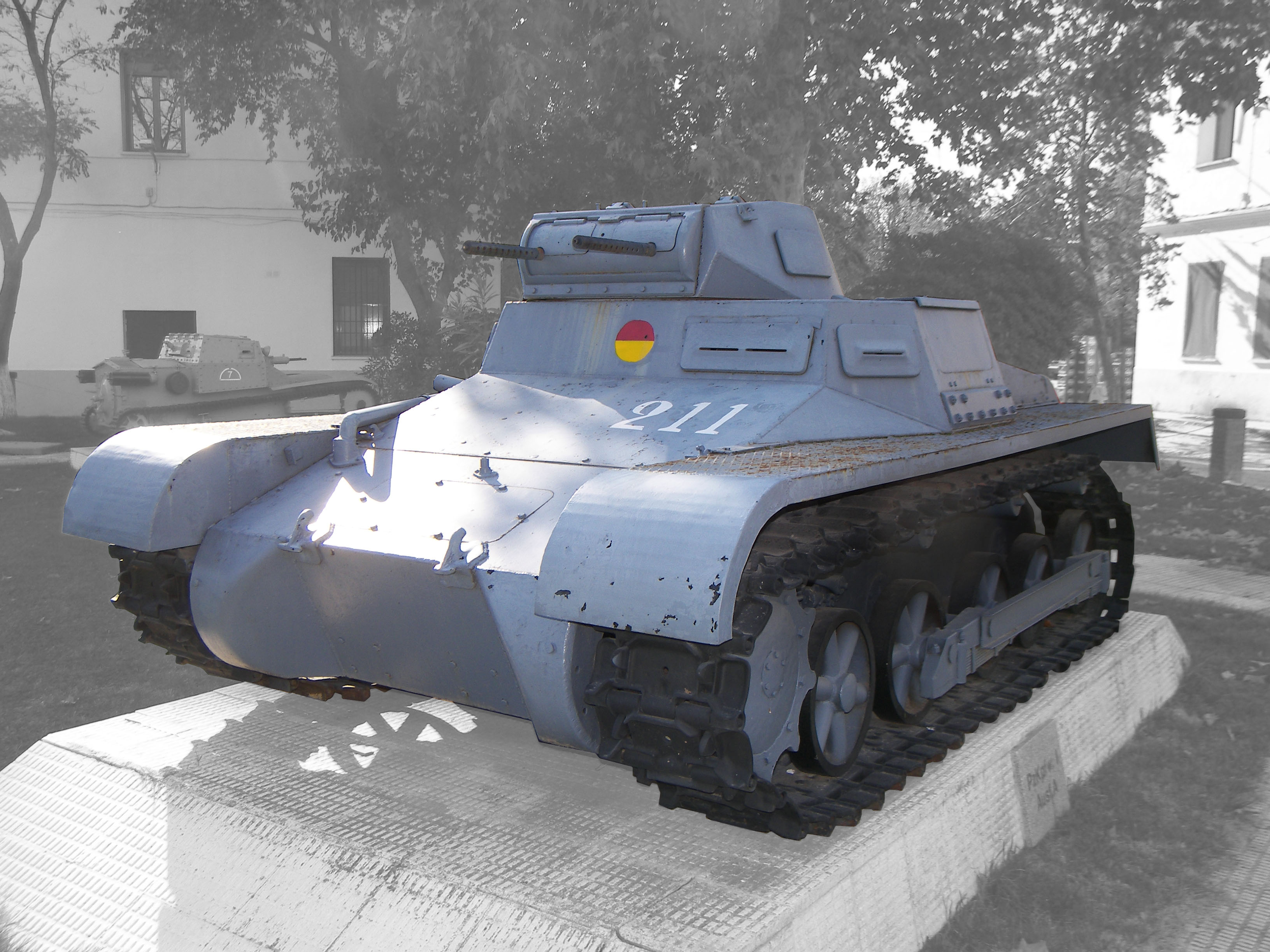
Pz.Kpfw.I Ausf.A музея в Эль Голосо. Ходовая часть машины заменена на стороннюю, вероятнее всего собранную из тракторных узлов.

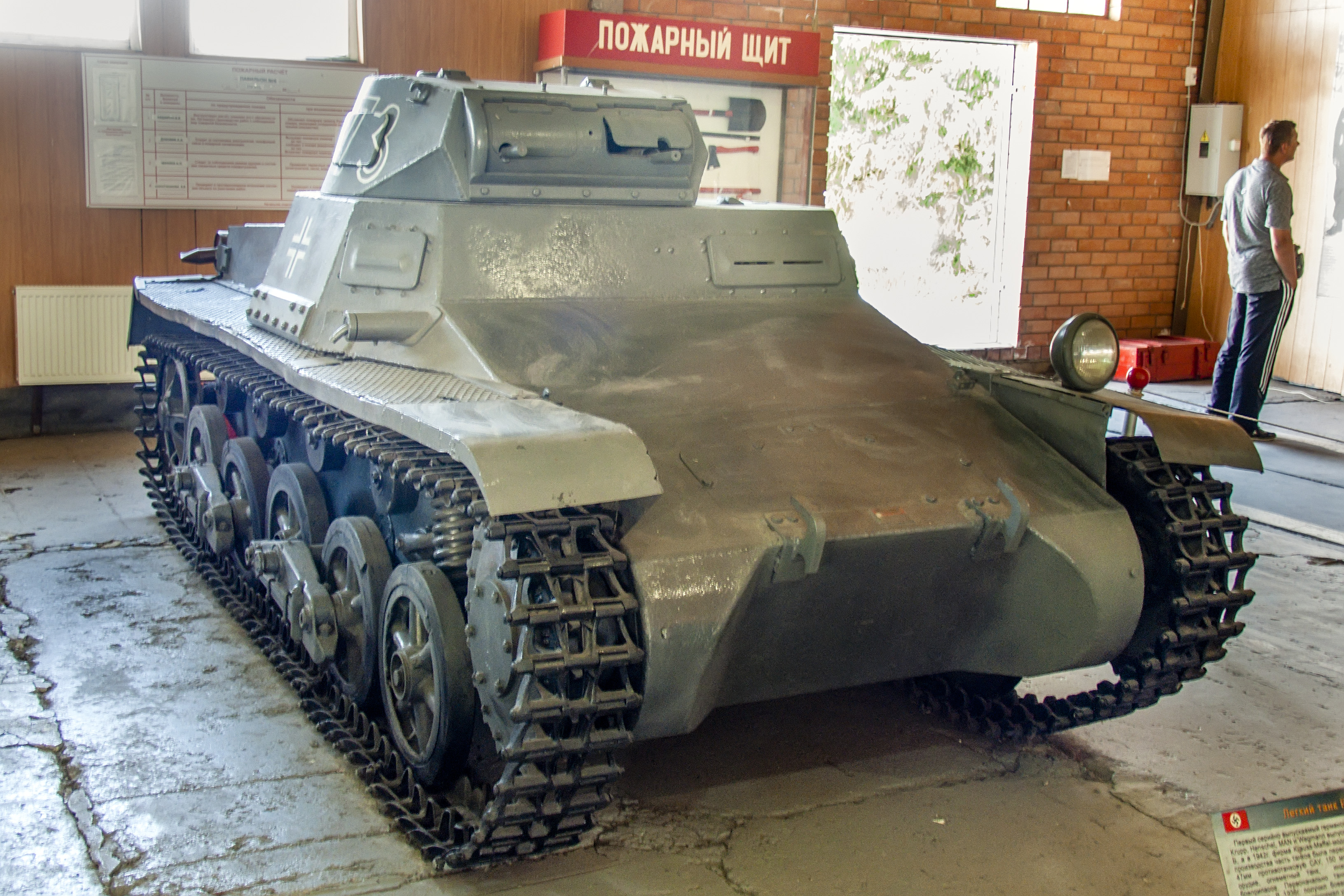
Pz.Kpfw.I Ausf.B бронетанкового музея в Кубинке (Россия)

До нашего времени в музеях сохранилось по меньшей мере шесть Pz.Kpfw.I Ausf.A и пять Pz.Kpfw.I Ausf.B:
- Россия:
  - Энгельс (Саратовская область) — Pz.Kpfw.I Ausf.A на автостоянке напротив Парк-отеля «Эльдорадо». Восстановлен из обломков танка, воевавшего в составе 24-й танковой дивизии армии Паулюса, разгромленной в Сталинградском котле в 1943 году[108].
  - Кубинка (Московская область) — Pz.Kpfw.I Ausf.B в Бронетанковом музее[109].
  - Черноголовка (Московская область) — Pz.Kpfw.I Ausf.B в Государственном военно-техническом музее. Машина была найдена в Карелии и восстановлена (В. Лен? или «Военный ангар», И.Шишкин?). Экспонируется с 2014 года.
- Германия — Pz.Kpfw.I Ausf.A в Бронетанковом музее в Мунстере[109]
- Испания:
  - Мадрид — Pz.Kpfw.I Ausf.A и Pz.Kpfw.I Ausf.B в музее Бараки Эль Голосо[109]
  - Жирона — Pz.Kpfw.I Ausf.B[109]
- Канада — Pz.Kpfw.I Ausf.A в Военном музее в Оттаве[109]
- Норвегия — Pz.Kpfw.I Ausf.A в Военном музее в Осло[109]
- США — Pz.Kpfw.I Ausf.B в музее Абердинского полигона[109]
- Швеция — Pz.Kpfw.I Ausf.A в Бронетанковом музее в Аксвалле[109]

Также сохранилось ещё несколько машин на базе Panzerkampfwagen I:
- Россия — Pz.Kpfw.I Ausf.F в Бронетанковом музее в Кубинке
- Сербия — Pz.Kpfw.I Ausf.F в Военном музее г. Белград
- Великобритания — Kleiner Panzerbefehlswagen Ausf. B в танковом музее г. Дорсет
- Германия — Panzerjäger I на выставке военной техники в г. Кобленце

## Pz.Kpfw. I в кино, модельной и игровой индустрии

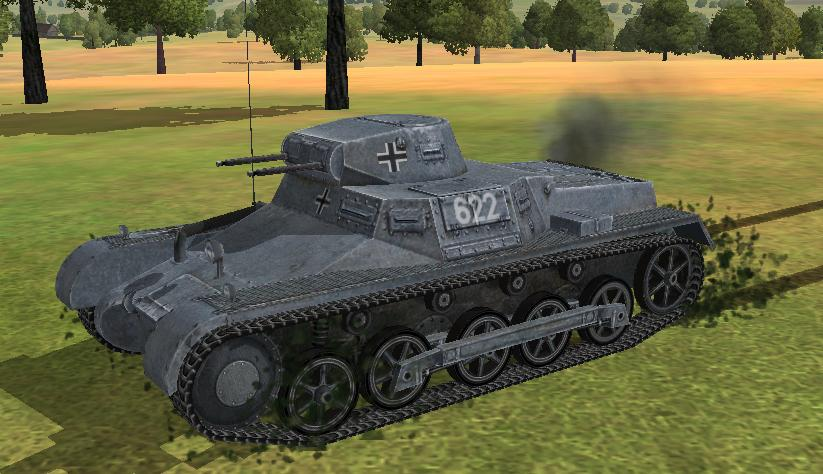
Panzerkampfwagen I Ausf.B в игре «Вторая мировая»

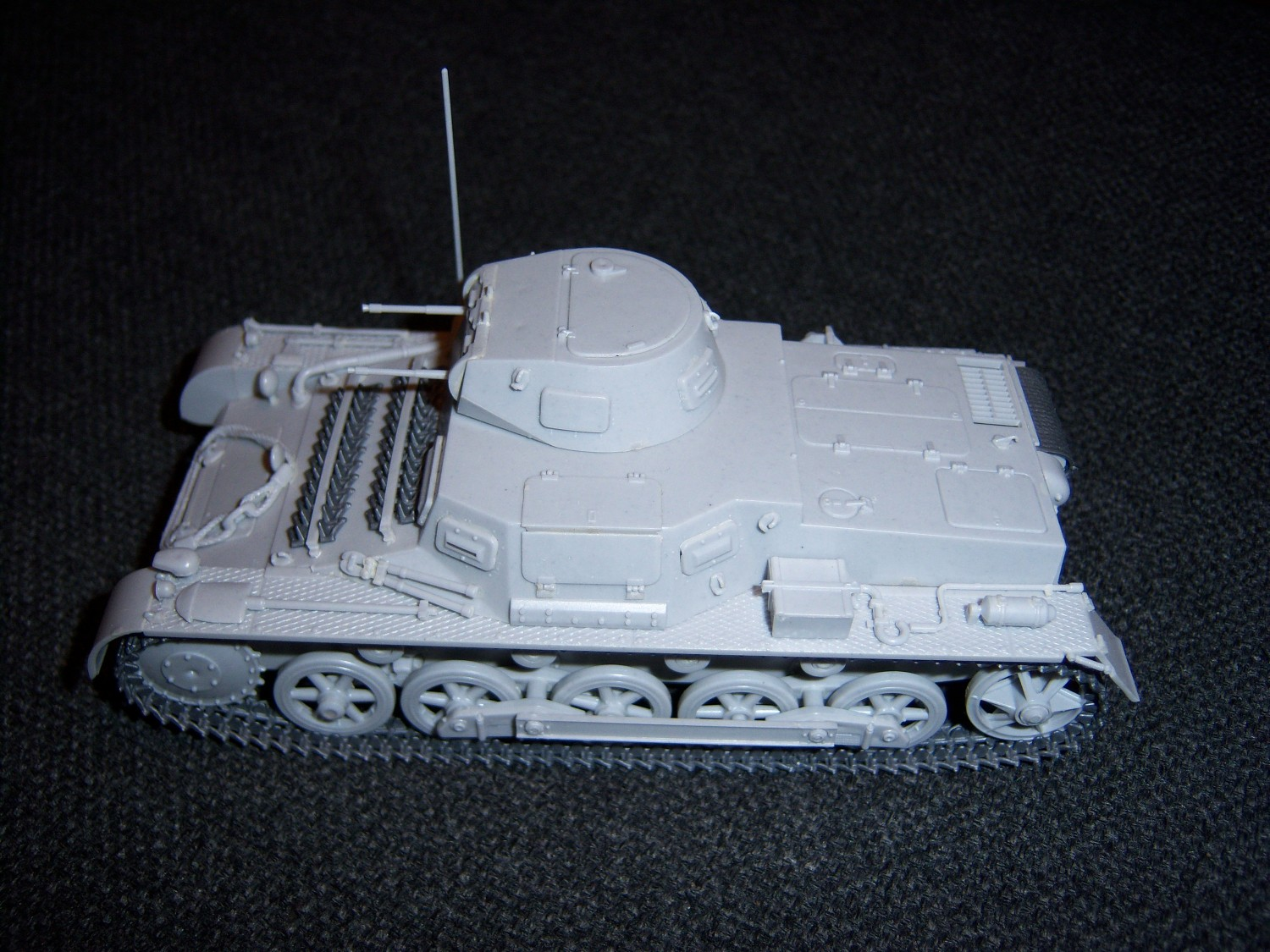
Неокрашенная сборная модель Pz.Kpfw.I Ausf.B производства фирмы «Звезда»

### В  кинематографе
Танки Pz.Kpfw. I используемые немецкой армией в ходе Второй мировой войны можно увидеть в кадрах таких художественных фильмов, как «Волынь» (Польша, 2016).

### В  компьютерных играх
Танк Pz.Kpfw.I представлен в ряде компьютерных игр, в частности в играх «В тылу врага», «Блицкриг II» (и поздних дополнениях к первой игре «Блицкриг»), а также в игре «Вторая мировая». Последняя даёт наиболее полное и достоверное представление об использовании танка Pz.Kpfw.I Ausf.B и командирской версии на его базе, в начальный период войны в Польше, Франции и СССР.
Некоторые машины на базе PzKpfw I, и он сам, представлены в MMO-играх World of Tanks и War Thunder и World of Tanks Blitz.

### В  моделировании
Масштабные модели Pz.Kpfw.I выпускаются рядом фирм-производителей модельной продукции, как в масштабе 1:35, так и в менее распространённом среди бронетехники 1:72.
Ранее во многих частях России основным и единственным вариантом была продукция фирмы «Звезда» (изначально модель разработана фирмой Italery в первой половине 90-х. Также имеется и командирский вариант), выпускающей Pz.Kpfw.I Ausf.B в масштабе 1:35. Недостатком модели является невысокое качество изготовления и низкая точность, преимуществом — значительно более низкая цена в сравнении с моделями иностранных фирм. На сегодняшний день данная модель снята с производства и более не продается. Так же редко встречаются выпускаемые украинской фирмой «Master Box» модели танка, имеющие ненамного более высокое, в сравнении с продукцией «Звезды», качество.
На сегодняшний день наиболее полно линейка Pz.Kpfw.I и машин на его базе представлена китайской фирмой Dragon — выпущены все основные модели Pz.Kpfw. I: Ausf. A, Pz.Kpfw. I Ausf. B, командирский танк Sd.Kfz. 265 kleine Panzerbefehlswagen, Leichte (Funk), зенитная установка на базе 2cm Flak 38 auf Pz.Kpfw.I Ausf.A, Flakpanzer, а также установки Panzerjäger I и 15cm s.IG.33 (Sf) auf Pz.Kpfw.I Ausf.B.
Также, модель Pz.Kpfw. I высокого качества в нескольких вариациях выпускалась гонконгской фирмой Tristar (более не существующей), на сегодняшний день её наборы продолжает выпускать фирма Hobby Boss, получившая формы Tristar.
Осенью 2019 года фирмой Tacom была выпущена модель Pz.Kpfw. I A в масштабе 1:16, в 2020 году был анонсирован выпуск модели Pz.Kpfw. I B в том же масштабе.
Танку Pz.Kpfw.I также был посвящён ряд публикаций в журналах модельной и военно-исторической направленности, таких как «Моделист-конструктор», «М-Хобби» и другие, большинство из которых включали чертежи для самостоятельной постройки модели.